# 10 Pułk Piechoty (II RP)
10 pułk piechoty (10 pp) – oddział piechoty Wojska Polskiego II RP.
W okresie walk o niepodległość i granice pułk walczył z Czechami o Śląsk Cieszyński, z Ukraińcami w Małopolsce Wschodniej, z bolszewikami na Wołyniu, Polesiu, Białorusi i nad Wisłą oraz nad Niemnem z Litwinami.
W okresie międzywojennym stacjonował w Łowiczu. Od czerwca do sierpnia 1921 pułk podjął działania na granicy górnośląskiej w rejonie Myszkowa, Siewierza, Kamienicy Polskiej i Zawiercia. W okresie przewrotu majowego opowiedział się po stronie rządowej. W 1939 przebywał na poligonie w okolicy Panigrodza, skąd po wybuchu II wojny światowej w składzie skierniewickiej 26 Dywizji Piechoty wziął udział między innymi w walkach nad Bzurą.

## Formowanie pułku i zmiany organizacyjne
31 października 1918 roku w Cieszynie Polacy służący w austriackim 31 pułku strzelców na czele z porucznikiem Matysiakiem przejęli dowództwo nad jednostką oraz opanowali miasto. Żołnierze narodowości czeskiej i niemieckiej opuścili pułk, a na ich miejsce poczęli licznie zgłaszać się Polacy z innych pułków austriackich oraz ochotnicy wezwani pod broń przez Radę Narodową Śląska Cieszyńskiego. Pułk zachował swoją dotychczasową nazwę „31 pułk strzelców”. Do pułku przyłączono załogę Skoczowa złożoną z kompanii karabinów maszynowych austriackiego 31 pułku strzelców i batalion zapasowy 31 pułku Pospolitego Ruszenia. 5 listopada pułk został zaprzysiężony przez dowódcę Okręgu Wojskowego w Cieszynie generała Franciszka Aleksandrowicza. Przysięgę składano na wierność Radzie Regencyjnej.
W pierwszych dniach listopada pułk liczył ponad 1500 żołnierzy.
6 grudnia dokonano reorganizacji pułku. Sformowano trzy bataliony, każdy złożony z czterech kompanii piechoty i kompanii karabinów maszynowych. W Cieszynie powstał II i III baon, we Frysztacie I batalion. Z istniejących 5 kompanii w Cieszynie i 1 kompanii granicznej w Jabłonkowie zorganizowano dwa baony w następujący sposób: pierwsze trzy kompanie przemianowano na 5, 6, 7 kompanię II baonu, czwarte plutony powyższych kompanii utworzyły nową 8 kompanię II baonu. Kompanie 4 i 3 w Cieszynie przemianowano na 9 i 10 kompanię III baonu, a kompanię graniczną w Jabłonkowie na 12 kompanię. Czwarte plutony tych kompanii utworzyły 11 kompanię III baonu. We Frysztacie zorganizowano I baon z oddziałów wojsk we Frysztacie, Orłowej i Boguminie. W Cieszynie sformowano też 2 i 3 kompanię karabinów maszynowych.
Oddział został przemianowany na pułk piechoty Ziemi Cieszyńskiej.
Jego pododdziały rozmieszczone zostały następująco: dowództwo pułku z 12 kompanią w Jabłonkowie, I batalion we Frysztacie, a II i III batalion w Cieszynie. 15 grudnia zakończono formowanie pododdziałów bojowych i ponownie zaprzysiężono żołnierzy, tym razem na wierność Rzeczypospolitej. W tym czasie organizowano też szkołę instruktorów, a w styczniu 1919 pluton łączności i kompanię pomocniczą. W tym samym czasie oddział jazdy przy kompanii karabinów maszynowych odkomenderowany został do pułku kawalerii w Bielsku.
8 stycznia odłączył od pułku batalion mjr. Strońskiego i został wysłany pod Lwów na front ukraiński.
1 lutego 1919 roku po raz kolejny zmieniono numer i nazwę na 7 pułk piechoty Ziemi Cieszyńskiej. 8 lutego tego roku oddział został przemianowany po raz ostatni. Tym razem na 10 pułk piechoty
13 lutego pułk opuścił Cieszyn i przeniósł się do Będzina. Tam wydzielono zalążki dla baonu zapasowego i wysłano je do Brzeźnicy. W Brzeźnicy sformowano baon zapasowy ze sztabem, trzema kompaniami zapasowymi (rekrutów, marszowa i ozdrowieńców) i kompanią karabinów maszynowych. W marcu batalion zapasowy przeniesiono z Brzeźnicy do Lubaczowa, by 14 sierpnia wyznaczyć mu stałe miejsce postoju w Łowiczu. 15 grudnia 1919 przy batalionie zapasowym utworzono szkołę podoficerską.
| Obsada personalna pułku w 1920   | Obsada personalna pułku w 1920          |
| Stanowisko                       | Stopień, imię i nazwisko                |
| -------------------------------- | --------------------------------------- |
| Dowódca pułku                    | ppłk Kazimierz Topoliński               |
| Adiutant administracyjny         | mjr Bronisław Dubiniak                  |
| Adiutant taktyczny               | ppor. Stanisław Tarnowiecki             |
| Oficer broni                     | por. Jan Bomba                          |
| Oficer łączności                 | ppor. Ludosław Ostrohulski              |
| Lekarz                           | kpt. lek. Abraham Menkes                |
| Dowódca I batalionu              | mjr Antoni Własak                       |
| Adiutant                         | por. Stefan Kot                         |
| Lekarz                           | pchor. san. Władysław Eljaszewicz       |
| Dowódca 1 kompanii               | ppor. Leon Worobiej                     |
| Dowódca 2 kompanii               | N.N.                                    |
| Dowódca 3 kompanii               | N.N.                                    |
| Dowódca 4 kompanii               | N.N.                                    |
| Dowódca 1 kompanii km            | por. Feliks Merka                       |
| Dowódca II batalionu             | N.N.                                    |
| Lekarz                           | por. lek. Władysław Bąkowski            |
| Dowódca 5 kompanii               | N.N.                                    |
| Dowódca 6 kompanii               | N.N.                                    |
| Dowódca 7 kompanii               | N.N.                                    |
| Dowódca 8 kompanii               | N.N.                                    |
| Dowódca 2 kompanii km            | N.N.                                    |
| Dowódca III batalionu            | kpt. Rudolf Matuszek                    |
| Adiutant                         | ppor. Roman Horoszkiewicz               |
| Oficer prowiantowy               | ppor. Antoni Nahucki                    |
| Lekarz                           | por. lek. Naftali Rozencweig            |
| Oficer sanitarny                 | ppor. san. Kazimierz Okoński            |
| Dowódca 9 kompanii               | ppor. Jan Perenc                        |
| Dowódca plutonu                  | pchor. Konrad Ambroziak                 |
| Dowódca 10 kompanii              | ppor. Karol OIma                        |
| Dowódca plutonu                  | ppor. Wieńczysław Brzozowski            |
| Dowódca 11 kompanii              | ppor. Stanisław Szokalski               |
| Dowódca 12 kompanii              | ppor. Marcin Gawłowski                  |
| Dowódca 3 kompanii km            | por. Józef Siemiński                    |
| Dowódca kompanii technicznej     | ppor. Leon Mudz                         |
| Dowódca 4 kompanii km            | por. Jan Cienciała                      |
| Oficer pułku (dowódca? kompanii) | por. Antoni Kamiński                    |
| Oficer pułku (dowódca kompanii)  | ppor. Wincenty Wojtan                   |
| Oficer pułku (dowódca plutonu)   | ppor. Stanisław Chamski                 |
| Oficer pułku (dowódca plutonu)   | ppor. Marian Podniesieński              |
| Oficer pułku (dowódca plutonu)   | ppor. Witold Przybylski                 |
| Oficer pułku (dowódca plutonu)   | ppor. Tadeusz Satah                     |
| Oficer pułku (dowódca plutonu)   | ppor. Tadeusz Starzewski                |
| Oficer pułku                     | pchor. Adolf Jusof (urlop plebiscytowy) |

W styczniu 1921 zlikwidowano czwarte kompanie strzeleckie i karabinów maszynowych, w kompanii specjalistów utworzono pluton telefonistów, zredukowano tabor. Zorganizowano też batalion sztabowy w składzie: oddział sztabowy i kompania techniczna.
W 1922 utworzony został przy kompanii specjalnej półpluton miotaczy min.
W 1924 zreorganizowano sztab pułku; zlikwidowane zostało dowództwo batalionu sztabowego, a przy każdym baonie utworzono kompanię karabinów maszynowych.

## Pułk w walce o niepodległość i granice

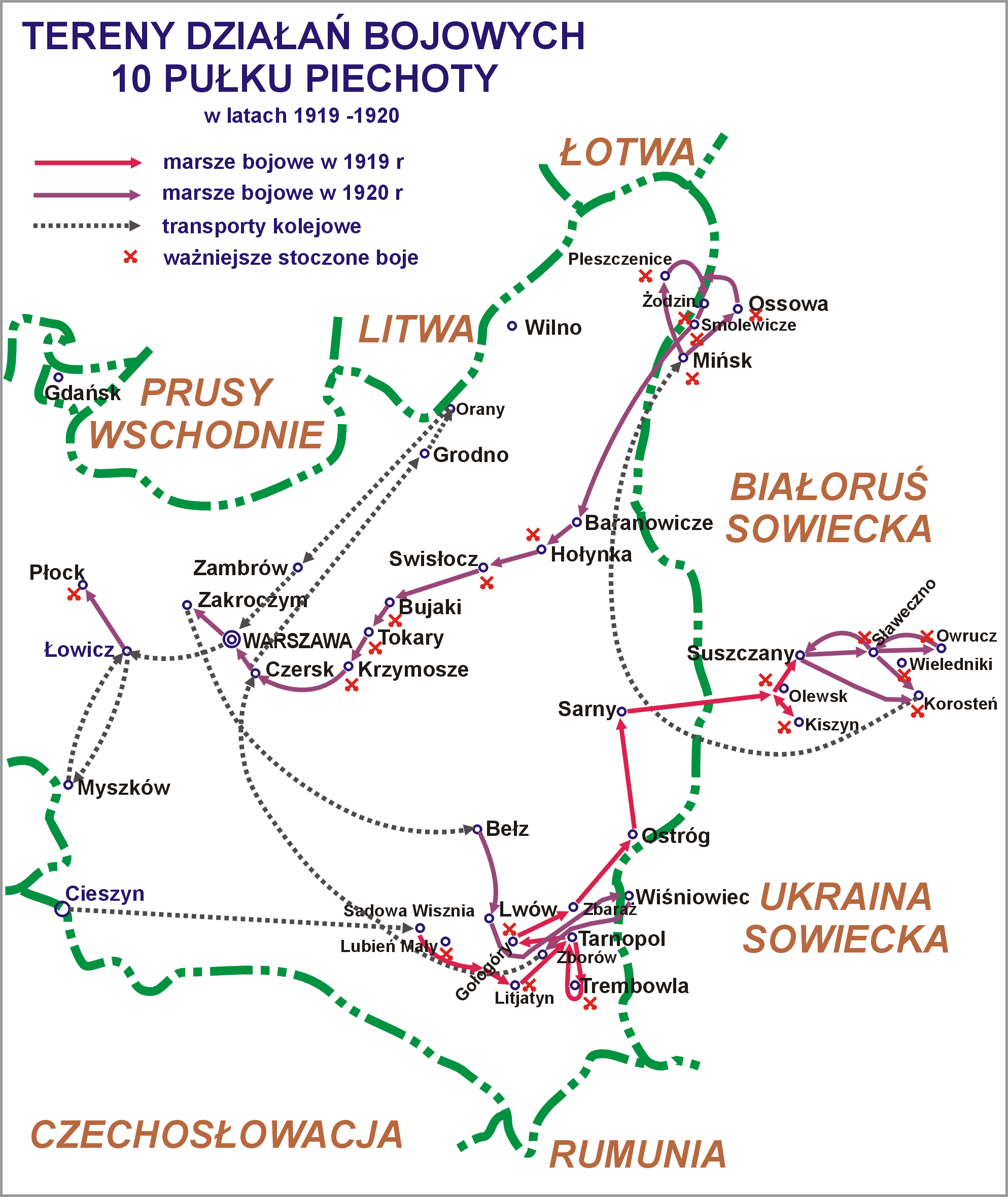
Tereny działań bojowych pułku w latach 1919–1920

### Działania na Śląsku
17 grudnia 1918 pułk obsadził granicę czeską od Mostów, przez Toszonowice, Cierlicko, Suchę, Karwinę, Dąbrowę do Bogumina. Drugi baon pozostał w Cieszynie w odwodzie. Pułk liczył wtedy 196 oficerów, 2397 podoficerów i żołnierzy, 76 koni, 22 wozów, 7 kuchni polowych. 23 stycznia 1919 wojska czeskie zaatakowały z powodzeniem Bogumin, Karwinę i Jabłonków. W walkach z pułku poległo dwóch oficerów i trzech szeregowych. Pułk wycofany został do Skoczowa. Dwubatalionowy pułk liczył zaledwie 600 żołnierzy. Pododdziały były zdziesiątkowane. Tak olbrzymie straty to przede wszystkim „zaginieni”. Pułkownik Latnik negatywnie ocenił działania pułku. Szczególną winę za taki stan rzeczy przypisał kadrze oficerskiej.
1 lutego nastąpiło zawieszenie broni. Pułk przeniesiony został Będzina. Tam uzupełnił stany i rozpoczął służbę na odcinku granicy z Niemcami. W Będzinie przebywał do połowy marca. W czasie pełnienia służby granicznej zginęło w pułku 6 żołnierzy. Następnie pułk został skierowany na front ukraiński. Tam dołączył do niego oddelegowany III batalion.

### Walki na froncie ukraińskim
Ofensywa Wiosenna
Po przybyciu na front ukraiński pułk został przydzielony do grupy płk. Jarosza i zajął obronę w okolicy Gródka Jagiellońskiego.
15 maja 1919 rozpoczęła się ofensywa wojsk polskich. 10 pułk piechoty bez III batalionu podporządkowany został dowódcy oddziałów wielkopolskich gen. Konarzewskiemu. Trzeci batalion wszedł w skład kombinowanej dywizji płk. Sikorskiego. Pułk walczył pod Dolinianami i Porzeczem – Zadwórzem, zdobył Mikołajów, Dobrowlany i Zagóreczko pod Lwowem. III baon sforsował Złotą Lipę pod Rytnikami i nocnym wypadem zajął ukraińskie pozycje pod Litiatynem biorąc ponad 400 jeńców oraz 9 karabinów maszynowych i dużo innego materiału wojennego. Pod koniec maja pułk doszedł do Tarnopola, gdzie na przedpolach zorganizował obronę w ramach grupy Bojnara. Na pozycjach przebywał do połowy czerwca.
W czerwcu pod Czortkowem ruszyła kontrofensywa ukraińska. Oddziały polskie zaczęły wycofywać się. III baon 10 czerwca odszedł do Trembowli i pobliskich Podhajczyk. 12 i 13 czerwca odpierał ataki pułku ukraińskiego. Wieczorem 13 września batalion wycofał się z przedmościa. 10 kompania torowała sobie drogę bagnetami. 12 kompania znajdowała się w Brzeżanach.
I i II baon broniły Trembowli i walczyły o Darachów, Olendry, Ostrowczyk i Semenów. Pod naporem sił ukraińskich cofały się bijąc się pod Tarnopolem, Zborowem, Krasnosielcami i w Gołogórach.
Bój w Gołogórach
Pułk obsadził pozycje na wzgórzach. II batalion bronił się na Łysej Górze, I batalion w Majdanie Gołogórskim, III batalion jako odwód dywizji stacjonował w Olszanicy, a od 23 czerwca w Ściankach jako odwód pułkowy. Ukraińcy uderzyli na Łysą Górę. II batalion odparł atak. Kolejny atak na Gołogóry sprawił, iż II batalionowi groziło oskrzydlenie. 24 czerwca Ukraińcy przełamali obronę I batalionu i grupy płk. Bejnara. Baon wycofał się na zachód od Majdanu Gołogórskiego. Odwodowy III batalion zabezpieczał luki między II baonem a grupą płk. Bejnara.
Dowódca III baonu próbował wesprzeć obronę na kierunku I batalionu. Początkowo nie odniósł powodzenia. Jednak późniejsze kontrataki z rejonu Majdan Gołogórski–Dworniki–Ścianki skierowane na skrzydło atakujących Ukraińców pozwoliły utrzymać pozycje u podnóża Gołogór i pod Ściankami. 10 pułk skutecznie osłonił Lwów na swoim kierunku. 27 czerwca, jako dzień wytężonych walk całego 10 pp, stał się później dniem święta pułkowego.
Ofensywa letnia
28 czerwca rozpoczęła się druga ofensywa polska. 10 pułk piechoty nacierał z rejonu Łysej Góry w kierunku Żacki Wielkie i dalej przez Wozoniaki, Płuchów, Meceniów, rzekę Strypę, Podhajczyki, Jeziemę, Cebrów, Hłuboczek Wielki, Roznoszyce, Łubianki Niżne i Zbaraż. Pod Zbarażem pułk zakończył działania bojowe na tym kierunku. W czasie walk 10 pp wchodził zazwyczaj w skład grupy płk. Lindego.
W rozkazie pożegnalnym z 28 lipca 1919 płk Sikorski napisał:

Żegnając się z oficerami i żołnierzami [...] pragnę podkreślić zasługi dla sprawy tych pułków, które do obecnej jeszcze chwili wchodzą w skład mej grupy. Na pierwszy plan wybija się wśród nich 10 pułk piechoty, którego bataliony broniły jeszcze w zimowych miesiącach r.b.: Lubienia i Gródka, które przełamały pierwszy front podczas wiosennej ofensywy na Porzecze Lubieńskie, trzymając w swoim ręku przez dłuższy czas Lubień Mały. Podczas pochodu naprzód 10 pułk piechoty zdobył sobie opinię jednego z najlepszych pułków ofensywnych, odznaczając się pod Boryniczami, Chodorowem, Litiatynem. W odwrocie również oficer i żołnierz wytrzymał niejednokrotnie w najtrudniejszej sytuacji napór wroga, ratując przez to całość dywizji. Tak było pod Za- borowem, Płuchowem, a później na Łysej Górze, którą 10 pułk piechoty utrzymał w swym ręku pomimo przerwania frontu na sąsiednim odcinku, umożliwiając przez to wojskom Hallera skuteczną ofensywę na linii Gołogóry.

Po zakończeniu walk pułk przydzielono do VII Brygady Piechoty gen. Franciszka Krajowskiego.

### Walki na froncie polsko-bolszewickim
Pułk na froncie wołyńskim
10 sierpnia 1919 nastąpiła reorganizacja pułku. Odtworzono między innymi rozwiązaną w czerwcu 2 kompanię strzelecką i kompanię techniczną. Działając w składzie VII BP pułk uczestniczył w akcji na Ostróg nad rzeką Horyń zakończonej zajęciem miasta. W pierwszej dekadzie września pułk pozostawał w rejonie Ostroga. Potem bataliony zajęły pozycje obronne: I baon – na północ od Olewska w kierunku Suszczan, Pergi i Juzowej, II baon – nad rzeką Słucz – na południe od Sarn pod Znosicze i Lizianę, III baon – na północ od Sam w kierunku Strzelskiej i Dąbrowicy.
W październiku 10 pp przegrupował się nad rzekę Uborć. Bataliony I i II rozmieściły się na południe od Olewska, III baon w Olewsku. Z nadwyżek stanów etatowych utworzono kompanię karabinów maszynowych przy dowództwie pułku. Miejscem postoju dowództwa pułku było Równe.
W listopadzie pułk opuściło 24 oficerów i 508 szeregowych wywodzących się ze Śląska Cieszyńskiego. Stan pułku zmniejszył się o połowę.
Pułk pozostawał faktycznie w odwodzie. III batalion zajął pozycję na południe od Sam, II batalion stacjonował w Równem jako odwód armii. 5 grudnia odtworzony został I batalion i jako odwód pułku stacjonował w Samach.
Wypad na Owrucz
Na początku 1920 bolszewicy rozpoczęli przygotowania do ofensywy. Dowódca 4 DP otrzymał zadanie przeprowadzenia szeregu wypadów, by rozpoznać siły nieprzyjaciela i zdezorganizować jego wysunięte oddziały. 5 marca 1920 zorganizowana została grupa wypadowa kpt. Rudolfa Matuszka w składzie: II i III batalion 10 pp, pół batalionu 14 pp, kompania 4 pułku saperów, pluton konnych strzelców i 4 bateria 4 pap. Jej zadaniem było opanowania ważnego węzła kolejowego – Owrucza.
Grupa wyruszyła dwiema kolumnami. Wieczorem główne siły wypadu dotarły do linii Bieguń – Horodec, a grupa wspierająca doszła do Salizówki i Łoknickiej Rudni. Następnego dnia konny zwiad grupy wypadowej stwierdził, iż w Wielednikach przebywa pododdział 200 Rosjan. Kpt. Matuszek zdecydował zniszczyć go uderzeniem dośrodkowym.
Przeciwnik zdołał jednak wcześniej wycofać się w kierunku Noryńska. O świcie następnego dnia zdecydowano się nacierać na Owrucz, broniony przez bolszewicką brygadę. II/ 10 pp z plutonem saperów miał atakować od południa przez Szwaby, zniszczyć most kolejowy przez Noryń i zamknąć przeciwnikowi możliwość odwrotu na Ignatopol, III/10 pp i pluton saperów miały zająć dworzec kolejowy i zniszczyć mosty kolejowe na północ od dworca. Kompania 14 pp atakowała od zachodu. W odwodzie pozostawała 2 kompania 14 pp. Natarcie przebiegało według planu. Jednak II/10 pp nie zdołał zamknąć drogi odwrotu bolszewikom.
Pościg aż do Narodycza kontynuował oddział kawalerii ppor. Łubieńskiego. Oddział spowodował paniczną ucieczkę przedstawicieli bolszewickiej administracji i wojska. Pododdział zwiadu opanował punkt łączności telefonicznej. Kpt. Matuszek, korzystając ze zdobytych łączy, nakazał batalionowi z Noryńska marsz do Owrucza celem „wsparcia” załogi przed spodziewanym atakiem polskim. Bolszewicy nie przeczuwając podstępu postąpili zgodnie z „rozkazem”.
Rano 8 marca grupa wypadowa wycofała się z Owrucza. Zdobyto wiele wozów z materiałem wojennym. Opuszczając miejscowość podpalono składy z amunicją i zniszczono działa. Podczas odwrotu w trakcie postoju w Sławecznie kpt. Matuszek otrzymał z dowództwa rozkaz czasowego zatrzymania w tej miejscowości i utrzymania jej aż do momentu zakończenia przegrupowania 9 DP – zgodnie z otrzymanymi rozkazami – na nowe pozycje w rejonie Mozyrza.
Przez kolejne cztery dni grupa kpt. Matuszka pozostawała w Sławecznie i osłaniała przegrupowanie 9 DP.
Sukces wypadu na Owrucz był znaczny, a jego skutki psychologiczne nie mniejsze niż zdobycze materialne. To wszystko sprawiało, iż 10 pułk piechoty bywał nazywany owruckim.
Walki o Sławeczno
Po powrocie grupy wypadowej nastąpiło przegrupowanie pułku. I batalion „usamodzielnił” swoje kompanie. 1 kompania zajęła obronę w okolicach Pergi, 2. ześrodkowała się w Olewsku jako odwód VII Brygady, a 3. w Zurzewiczach jako odwód pułku.
W trzeciej dekadzie marca 10 pp częścią sił rozpoczął działania bojowe w kierunku Sławeczna i Wieledników i 24 marca zajął Tchoryn, Biehuń i Sławeczno. Przez prawie miesiąc pozostawał w rejonie Sławeczna, odpierając ataki bolszewików na wysuniętą pozycję obronną wojsk polskich. Kilkakrotnie dochodziło do walk na bagnety.
Dowódca 2 Armii gen. ppor. Listowski w swoim rozkazie nr 5 napisał:

Długo przygotowana ofensywa bolszewicka mimo silnych uderzeń na linią naszego Frontu nie zdołała nawet przejściowo nim zachwiać. W odparciu ataków nieprzyjacielskich odznaczyły się szczególnie pułki: 14 pp, 18 pp, 26 pp, 44 pułk strzelców kresowych, w brawurowych kontratakach 10 pp, 43 p. strz. kresowych i 25 pp. (...) kpt. Matuszce składam podziękowania w Imieniu Ojczyzny i Służby dla Ich bohaterskich Oddziałów za wytrwanie w najcięższych chwilach, jak i za zachowanie ofensywnego ducha, który się objawił w szeregu naszych brawurowych przeciwuderzeń, paraliżujących nieprzyjacielskie zamiary.

Wyprawa kijowska
Uprzedzając uderzenie Rosji bolszewickiej Józef Piłsudski zdecydował się rozpocząć działania ofensywne na froncie ukraińskim. 24 kwietnia 10 pułk rozpoczął swój udział w wyprawie kijowskiej. I i II batalion nacierały wzdłuż linii kolejowej Olewsk – Korosteń. II batalion otrzymał zadanie obejścia Korostenia i ataku od strony wschodniej. W czasie ataku jego 11 kompania zdobyła sztandar bolszewickiego 55 pułku strzeleckiego. W Korosteniu pułk pozostawał do połowy maja 1920. 7 maja bolszewicy rozpoczęli działania odciążające pod Berezyną. Będący w składzie 4 DP 10 pp otrzymał rozkaz przejazdu na Front Białoruski.
Walki pułku nad Berezyną
19 maja 10 pp trzema eszelonami odjechał z Korostenia do Mińska. I batalion skierowany został do dyspozycji 2 Dywizji Piechoty Legionów pod Borysów, zaś pozostałe pododdziały włączono do grupy gen. Leonarda Skierskiego. III batalion odpierał ataki w rejonie Huby – Kozyry. Po zatrzymaniu bolszewików pułk w składzie grupy mjr. Topolińskiego kontratakował z powodzeniem na Pleszczenice. Tam przeszedł do obrony. 27 maja miała miejsce jedynie wymiana ognia między patrolami. Kolejny dzień przyniósł frontalny atak bolszewików od południa i wschodu. Nawet kosztem wielu ofiar nie udało się Polakom utrzymać miasta. W boju o Pleszczenice poległo 4 żołnierzy, 8 zmarło w wyniku odniesionych ran, 3 żołnierzy dostało się do niewoli.
1 czerwca 1920 rozpoczęła się kontrofensywa Wojska Polskiego. W czasie jej trwania 10 pp walczył z powodzeniem pod Komarówką, Stanowiszczami, Klinikami, Karoliną, Ulesiem i Lipskiem. Wojso Polskie obsadziło linię Berezyny.
Przez kolejne dwa tygodnie 10 pp obsadzał pozycje w Karolinie i Berezyniówce. I batalion mjr. Janusza Mościckiego prowadził działania aktywne w okolicy Borysowa pod Ossowem. 23 czerwca 1920 10 pp przeszedł do Żodzina, gdzie wraz z 2 pp Leg. stanowił odwód armii.
Działania odwrotowe z linii Berezyny nad Wisłę
4 lipca 1920 rozpoczęła się wielka ofensywa bolszewicka. Jednostki polskie cofały się na całej linii. 10 pułk piechoty prowadził działania opóźniające. 8 lipca walczył w Żodzinie, 9 lipca bronił Smolewicz. Bronił Mińska i dalej cofał się przez Lachowicze, Świerzeń Nowy i Mir aż pod Cyryn. W rejonie Baranowicz przez dwa dni pułk powstrzymywał ataki nieprzyjaciela i dopiero na rozkaz wycofywał się przez Poruczyn, Łotwicze by 22 lipca zająć pozycje pod Hołynką. Następnie pułk toczył ciężkie walki pod Wołkowyskiem. 26 lipca pod Świsłoczą pułk stracił w walce ponad 100 żołnierzy. W rejonie wsi Bujaki pułk przebijał się przez okrążenie do Bugu. Przez Bug przeprawił się pod Drohiczynem na lewy brzeg i tam walcząc pod Tokarami zwarł się z nieprzyjacielem. Dalej walczył w okolicach Mord, pod Krzymoszami i pod Stokiem Lackim. 13 sierpnia pod Czerskiem przeprawił się przez Wisłę.
Walki na przedmościu warszawskim
Na zachodnim brzegu Wisły 10 pułk piechoty obsadził pozycje na północ od ujścia Pilicy, a następnie w rejonie Góry Kalwarii. Na tym kierunku bolszewicy przygotowywali natarcie flankowe. Planowali uderzenie od południowego wschodu, a na kierunku 10 pp nacierać miała dywizja piechoty. Plan ten został przekreślony przez ofensywę znad Wieprza.
Po zakończeniu walk na przedpolach Warszawy pułk pozostawał w Zakroczymiu. Tam zreorganizowano pododdziały. Pułk składał się z dwóch batalionów po dwie kompanie i kompania karabinów maszynowych. W miarę napływu uzupełnień starano się odtworzyć stany etatowe poszczególnych pododdziałów.
W Małopolsce Wschodniej
30 sierpnia 1920 4 DP otrzymała zadanie przejścia na front w Galicji Wschodniej. 10 pułk piechoty został przewieziony transportem kolejowym z Zakroczymia w okolice Bełżca. Pierwsze starcia miały miejsce podczas zajmowania Bełżca i Krystynopola. Potem pułk ruszył na Lwów i Przemyślany. W kolejnych dniach zajął Dunajów i Pomorzany.
Na froncie przeciw litewskim
Z końcem września pułk został dyslokowany na front przeciwlitewski i zajął rejon w okolicach Druskiennik. Tam zastał pułk koniec walk. W połowie października 10 pułk piechoty przegrupował się w rejon: Wierchopole, Sobolany, Rybnica, Podrybnica, Budniki, Kamienista, Czernucha Zielona, Boguszówka, Kazimierówka, Gumbacze, Gajki, Żydowice i Podjeziorki, a 5 listopada w rejon Ozierki, Podłybnica Zielona, Szałachy, Żydowice.

### Służba na granicy górnośląskiej
20 czerwca 1921 pułk otrzymał zadanie: Celem wzmocnienia granicy należy natychmiast zaalarmować i wysłać 10 pp w całości do Częstochowy do dyspozycji DOG Kielce, skąd dowódca pułku otrzyma dalsze rozkazy. (...) Skład pułku etatowy, wyekwipowanie i uzbrojenie kompletne. Na karabin po 120 naboi, na karabin maszynowy po 4000 naboi (...) Tabor kompletny. Na miejscu pozostaje tylko Kadra z minimalną ilością ludzi koniecznie potrzebnych do strzeżenia koszar i majątku wojskowego (...) Transport uważać za bardzo pilny. Pułk obsadził granicę górnośląską w rejonie Myszkowa, Siewierza, Kamienicy Polskiej i Zawiercia. Do jego zadań należało przyjmowania i rozmieszczania powstańców śląskich w przygotowanych rejonach za linią demarkacyjną, zapewnienie powstańcom bezpieczeństwo i przeciwdziałanie militarnym akcjom lokalnych sił niemieckich lub przewidywanym działaniom inwazyjnym ze strony Niemiec. W tym celu I batalion obsadził odcinek od Korzonek po Gniazdów. III baon zajął odcinek od Gniazdowa, wyłączając tę miejscowość, po Niezdarę włącznie. II batalion jedną kompanią miał ochraniać linię kolejową Częstochowa – Zawiercie, reszta baonu stanowiła odwód pułku i stacjonowała w Myszkowie przy dowództwie pułku. W pierwszych dniach lipca na dworcu w Częstochowie zorganizowana została stacja zborna pod kierownictwem dowódcy 5 kompanii por. Friedela. W sierpniu pułk powrócił do Łowicza.

### Kawalerowie Virtuti Militari
| Żołnierze pułku odznaczeni Krzyżem Srebrnym Orderu Wojskowego Virtuti Militari za wojnę 1918–1920 | Żołnierze pułku odznaczeni Krzyżem Srebrnym Orderu Wojskowego Virtuti Militari za wojnę 1918–1920 | Żołnierze pułku odznaczeni Krzyżem Srebrnym Orderu Wojskowego Virtuti Militari za wojnę 1918–1920 |
| ------------------------------------------------------------------------------------------------- | ------------------------------------------------------------------------------------------------- | ------------------------------------------------------------------------------------------------- |
| ppor. Ferdynand Buchta                                                                            | st. szer. Józef Burdasz                                                                           | ppor. Jan Cienciała                                                                               |
| por. Eugeniusz Chortulański                                                                       | kpr. Franciszek Ćwiękała nr 3578                                                                  | ppor. Marcin Gawłowski                                                                            |
| por. Bronisław Grobelny                                                                           | kpr. Józef Greń nr 2367                                                                           | kpr. Karol Harok                                                                                  |
| plut. Albin Iberla nr 2363                                                                        | ppor. Maciej Mieczysław Ludwik Korwin                                                             | st. szer. Andrzej Kuca                                                                            |
| ppor. Franciszek Langer                                                                           | kpt. Rudolf Matuszek                                                                              | kpr. Wojciech Pak                                                                                 |
| kpr. Józef Pitala                                                                                 | plut. Andrzej Rojek                                                                               | kpt. Romuald Sidorski nr 8150                                                                     |
| mjr Emil Stroński                                                                                 | ppłk Kazimierz Topoliński                                                                         |                                                                                                   |

## Pułk w okresie pokoju
Pierwsze lata pokoju

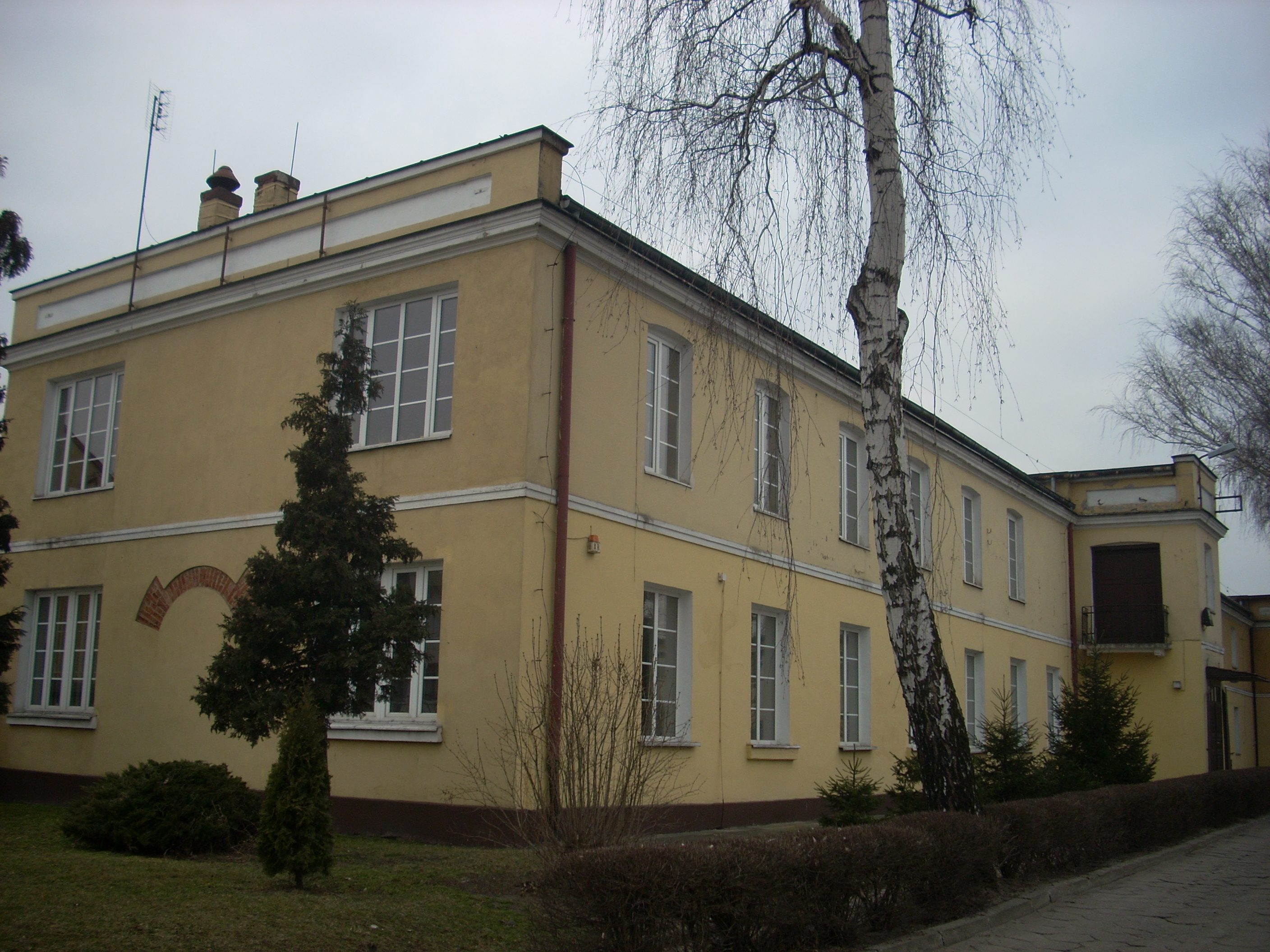
Koszary 10 pułk piechoty (stan w 2012)

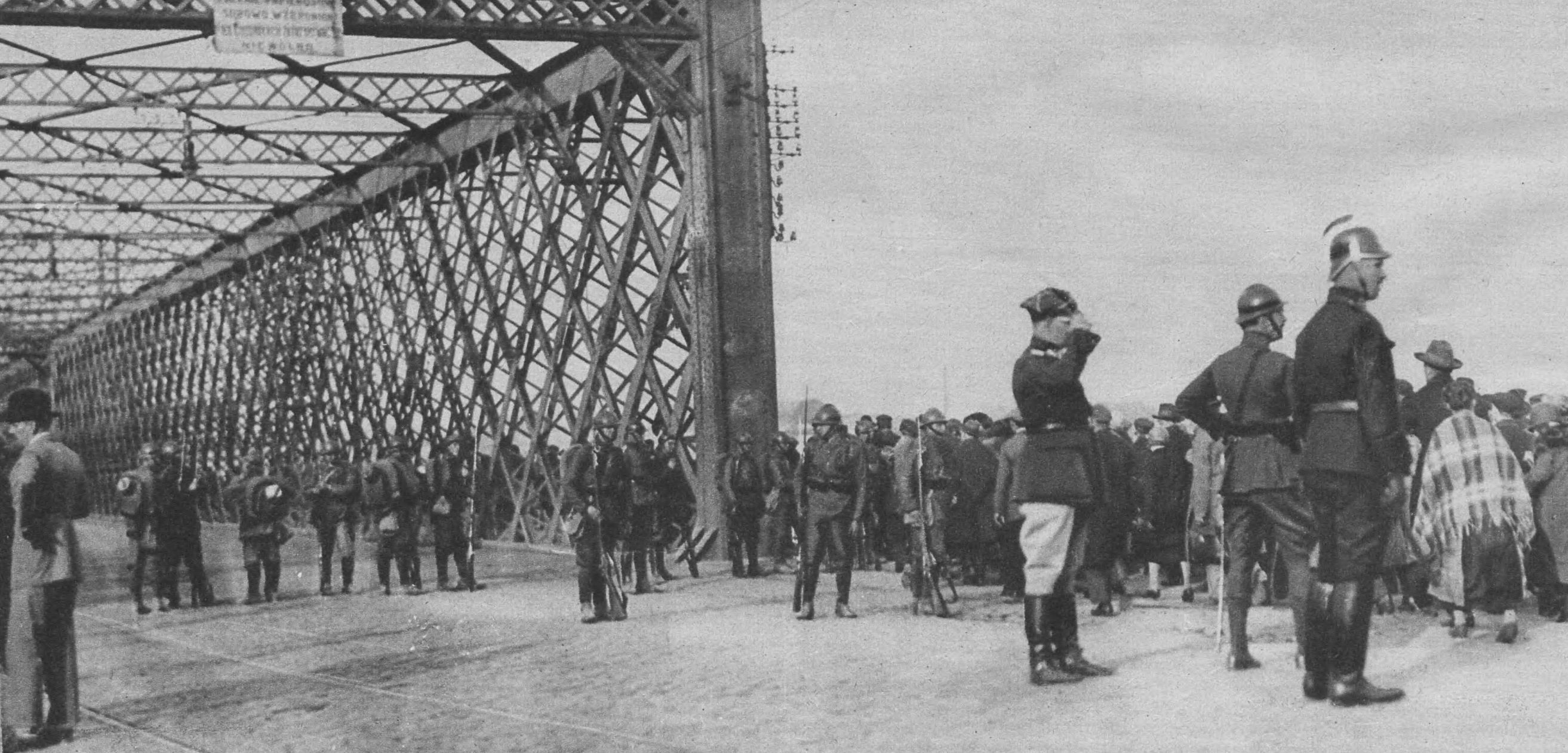
Most Kierbedzia obsadzany podczas zamachu majowego przez 10 pp

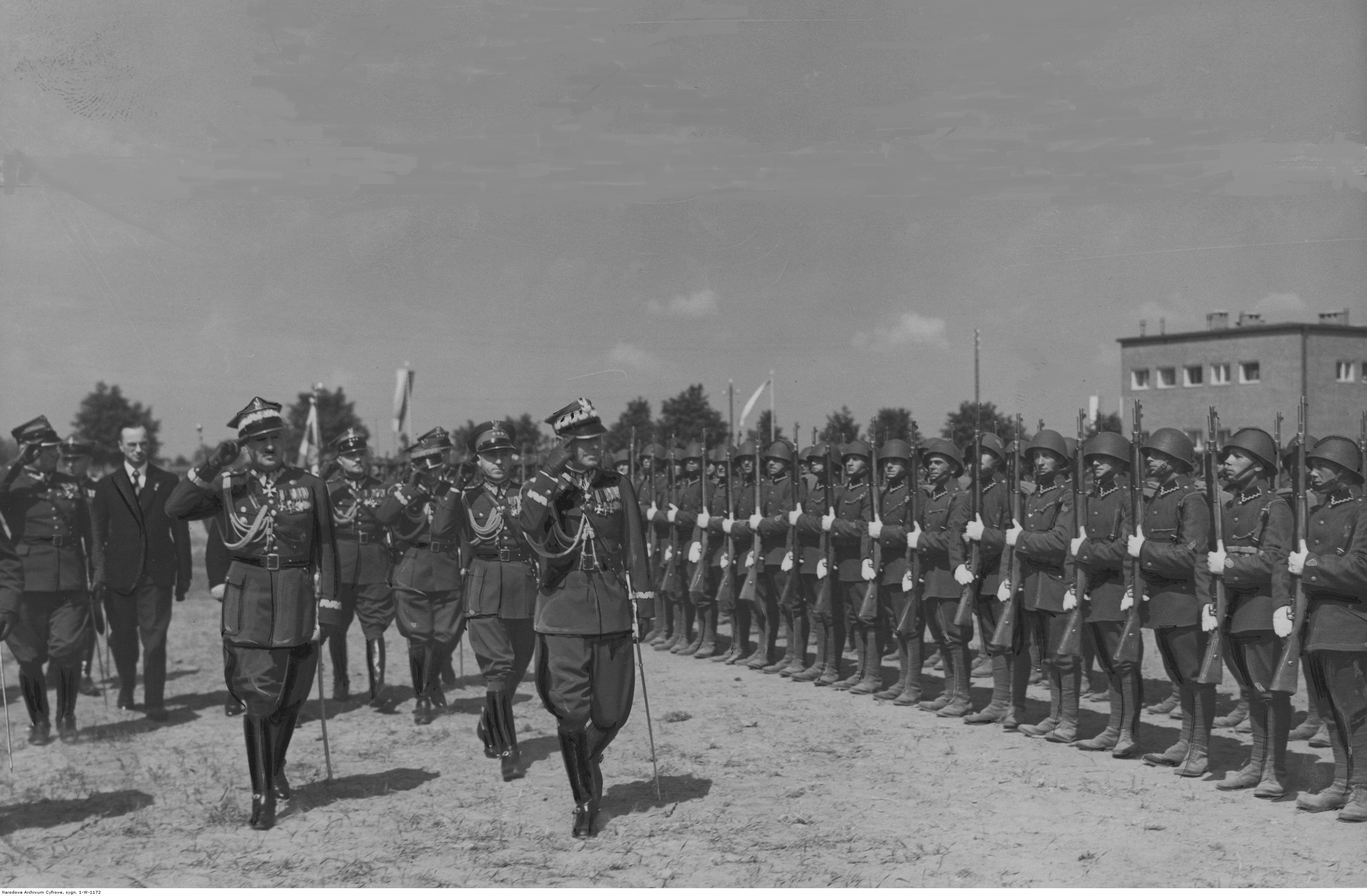
Święto 10 pułku piechoty w Łowiczu. Gen. Rydz-Śmigły przed kompanią honorową; 1936 r.

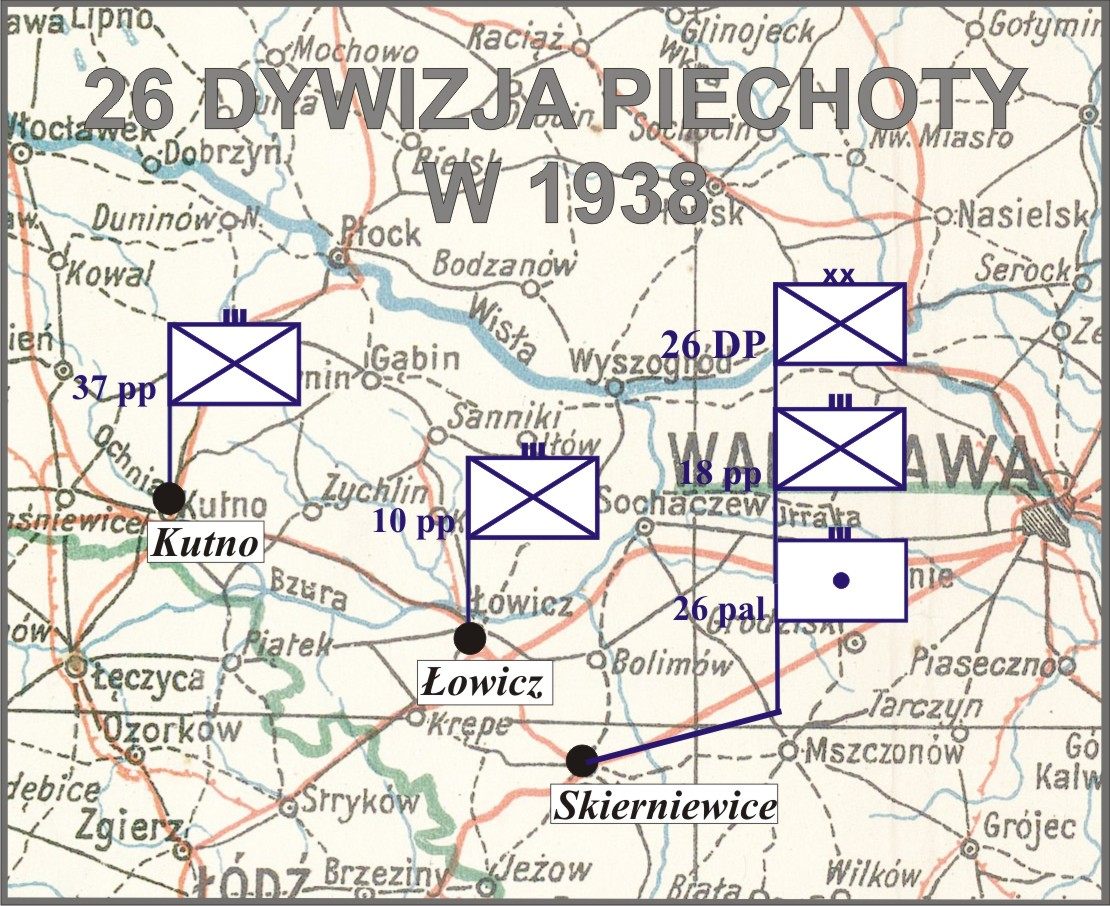
26 DP w 1938

Po zakończeniu działań wojennych, do połowy listopada 1920, pułk stacjonował w Druskiennikach. Następnie skierowany został przez Grodno do Zambrowa, gdzie stacjonował do połowy marca 1921. Wtedy to został przeniesiony do Warszawy, stamtąd zaś skierowany został do Łowicza. Uroczystość powitania pułku w Łowiczu miała miejsce 2 maja 1921 roku.
W Łowiczu stacjonował w koszarach im. Józefa Piłsudskiego przy ulicy Podrzecznej (dowództwo i I batalion), i koszarach im. Generała Szeptyckiego przy ulicy Piotrkowskiej, przemianowanych w grudniu 1937 na koszary im. Marszałka Edwarda Śmigłego-Rydza (II batalion i pododdziały specjalne). Do października 1935 III batalion stacjonował w garnizonie Skierniewice, w koszarach im. Generała Sowińskiego przy ulicy Piotrkowskiej. Pułk wchodził w skład 26 Dywizji Piechoty.
23 marca 1923 roku w kasynie oficerskim odbyło się zebranie organizacyjne Koła Towarzystwa Wiedzy Wojskowej, w którym wzięli udział również członkowie Koła Związku Oficerów Rezerwy RP powiatu łowickiego na czele z prezesem por. rez. Stanisławem Podulko. Prezesem Zarządu Koła TWW wybrany został pułkownik Topoliński. Członkiem komisji rewizyjnej został ppłk rez. Aleksander Garwacki, prezes miejscowego Koła Związku Inwalidów Wojennych RP.
Święto pułkowe
13 czerwca 1922 roku pułk obchodził woje święto w 3. rocznicę bitwy pod Trembowlą. 13 czerwca następnego roku w obchodach święta pułkowego wzięli udział rezerwiści powołani na sześciotygodniowe ćwiczenia. Wśród zaproszonych gości był ówczesny dowódca Okręgu Korpusu Nr IV generał dywizji Stefan Majewski, przed którym defilowali żołnierze 10 pp.
19 maja 1927 roku minister spraw wojskowych marszałek Polski Józef Piłsudski ustalił i zatwierdził dzień 27 czerwca, jako datę święta pułkowego. Pułk obchodził swoje święto w rocznicę obrony Gołogór w 1919 roku.
Działania pułku w czasie przewrotu majowego
12 maja 1926 minister spraw wojskowych, gen. Juliusz Tadeusz Tarnawa-Malczewski, zarządził telefonicznie dla pułku stan pogotowia. Dowódca pułku zdecydował na bazie I i II batalionu stworzyć jeden oddział asystencyjny w składzie trzech kompanii strzeleckich i kompanii ckm. Dowodzenie nad oddziałem przejął etatowy dowódca I batalionu mjr szt. gen. Franciszek Jachieć. Drugi oddział stworzono na bazie skierniewickiego III batalionu mjr. Ottona Urbana, stacjonującego w Skierniewicach. Bataliony do stolicy przybyły osobnymi transportami kolejowymi. Działały też oddzielnie. Z pierwszym batalionem przybył dowódca pułku ppłk Wecki. Po konsultacjach, opowiedział się on po stronie rządowej i skierował swych żołnierzy w rejon Belwederu. I batalion miał ubezpieczać Belweder od ulic Agrykola i 29 Listopada. Dwie kompanie obsadziły Łazienki od strony Ogrodu Botanicznego, 3 kompania stanowiła odwód.
Od świtu do południa 13 maja trwała chaotyczna wymiana ognia pomiędzy żołnierzami chroniącymi Belweder, a żołnierzami z koszar szwoleżerów. W południe gen. Marian Kukiel zarządził atak na koszary kawaleryjskie. Do bezpośredniego ataku na koszary jednakże nie doszło. Zostały one opuszczone przez pododdziały bojowe, a przebywali w nich jedynie ordynansi, luzacy i kanceliści. Wieczorem 10 pp otrzymał rozkaz objęcia odcinka między ulicą Rozbrat a Szpitalem Ujazdowskim. Jedna z kompanii miała przejść do Łazienek i stanowić odwód grupy operacyjnej gen. Kukiela. W nocy i nad ranem kolejnego dnia przychodziły jeszcze kolejne, często sprzeczne ze sobą rozkazy.
Przed świtem dowódca placówki por. Tarnawski zameldował dowódcy batalionu o wyparciu go z placówki w Ogrodzie Sejmowym. Uznano, że porucznik zszedł samowolnie z pozycji. Został zatem pod eskortą odesłany do Belwederu, a na jego miejsce wyznaczony elew Wyższej Szkoły Wojennej.
Od rana 14 maja trwała silna wymiana ognia na odcinku ul. Rozbrat – Szpital Ujazdowski. Do południa zginęło trzech żołnierzy 10 pp. Żołnierze łowiccy wycofywali się stopniowo na tyły Szpitala Ujazdowskiego i parku Sobieskiego, a następnie na pozycje wzdłuż ulicy Agrykola do koszar szwoleżerów w Łazienkach. W tym czasie do Wilanowa dotarł „skierniewicki” III batalion 10 pp. Dowódcą pododdziałów 10 pp znajdujących się w Wilanowie mianowany został słuchacz Wyższej Szkoły Wojennej mjr Komaus. Dwie kompanie pułku, które pod osłoną nocy miały odskoczyć do Wilanowa, nadal znajdowały się w Łazienkach.
O północy do zajętego przez stronę przeciwną Belwederu wyruszył patrol oficerski po zdeponowany tam sztandar pułkowy. Sztandar bez przeszkód został oddany prawowitym właścicielom. Tam też dowódca I batalionu dowiedział się o ustąpieniu prezydenta Wojciechowskiego i dymisji rządu Witosa. Wkrótce też otrzymał rozkaz maszerowania nie do Wilanowa, ale na kwatery na Cytadeli. 19 maja przed północą 10 pułk piechoty odjechał do Łowicza i Skierniewic.
Według ustaleń z 1926 roku, w wyniku bratobójczych walk zginęło 14 żołnierzy (w tym jeden oficer) 10 pułku piechoty.
W garnizonie łowickim

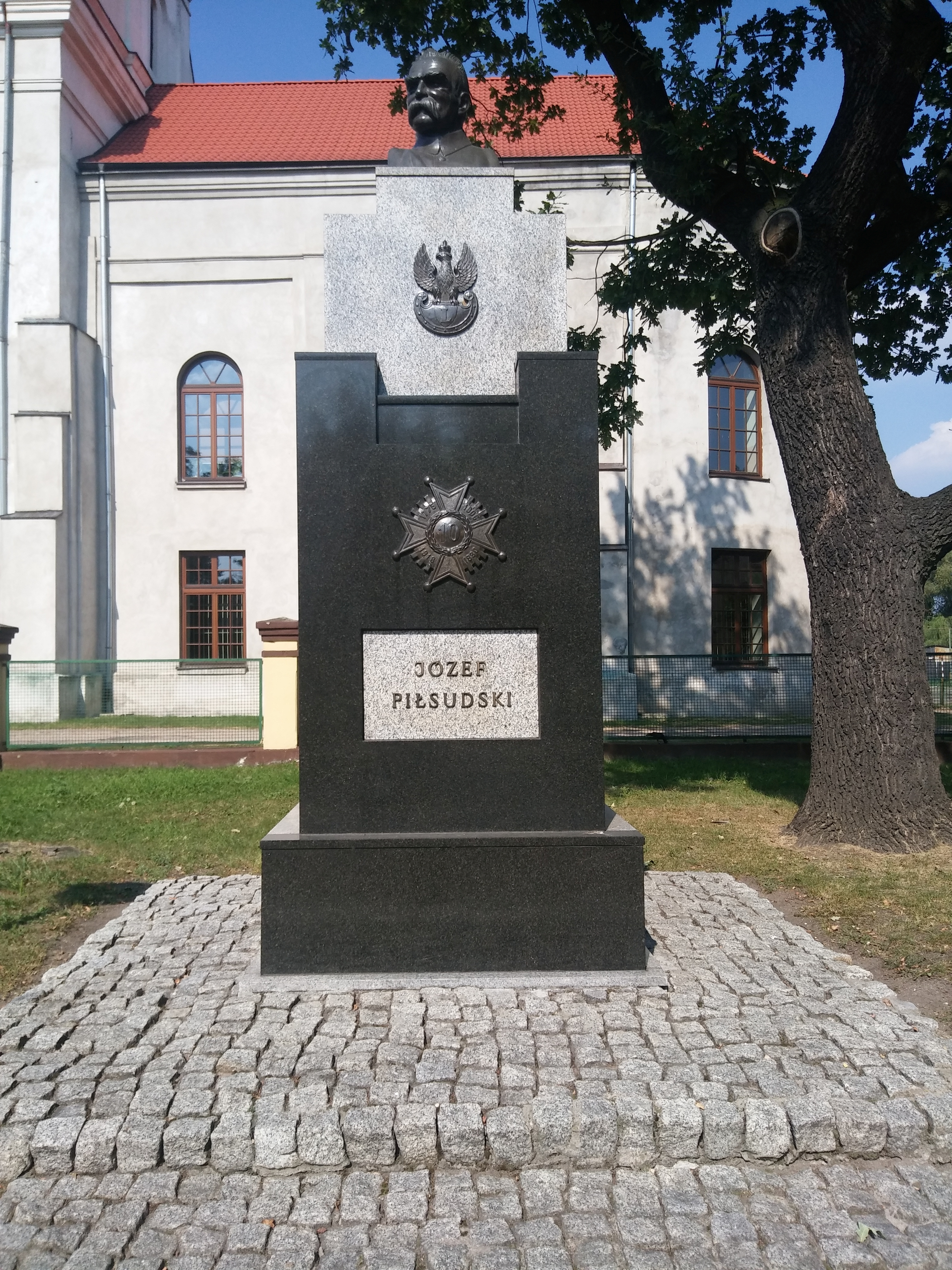
Pomnik Józefa Piłsudskiego w Łowiczu

We wrześniu 1928 roku orkiestra pułkowa pod komendą por. Jana Waltera zdobyła I miejsce w konkursie orkiestr Okręgu Korpusu Nr IV.
Na podstawie rozkazu wykonawczego Ministerstwa Spraw Wojskowych do Departamentu Piechoty o wprowadzeniu organizacji piechoty na stopie pokojowej PS 10-50 z 1930 roku, w Wojsku Polskim wprowadzono trzy typy pułków piechoty. 10 pułk piechoty zaliczony został do typu I pułków piechoty (tzw. „normalnych”). W każdym roku otrzymywał około 610 rekrutów. Stan osobowy pułku wynosił 56 oficerów oraz 1500 podoficerów i szeregowców. W okresie zimowym posiadał batalion starszego rocznika, batalion szkolny i skadrowany, w okresie letnim zaś batalion starszego rocznika i dwa bataliony poborowych.
Po wprowadzeniu nowej organizacji piechoty na stopie pokojowej, pułk szkolił rekrutów dla potrzeb batalionu Korpusu Ochrony Pogranicza. W 1936 II batalion oddawał do dyspozycji KOP 4. i 5 kompanię po 167 żołnierzy, 6 kompania i 2 kompania karabinów maszynowych pozostawały w garnizonie. W marcu 1939 przekazano z pułku grupę ponad 250 strzelców do batalionów KOP Podświle, Berezwecz, Czortków i Osowiec.
W latach 30. XX w. wybudowano trzykondygnacyjny budynek koszarowy przy ulicy Podrzecznej na odcinku ulicy Koziej. Zbudowano też obiekt koszarowy przy ulicy Kiernoskiej. Budowę ukończono ostatecznie dopiero w 1938. Obiektowi nadano nazwę: Koszary im. marszałka Edwarda Śmigłego-Rydza.
W lutym 1936 nastąpiła reorganizacja zakwaterowania pododdziałów pułku. I i III batalion rozmieszczono w koszarach im. gen. Szeptyckiego. II batalion kwaterował na Blichu. W koszarach im. Piłsudskiego przy ul. Podrzecznej stacjonował pluton zwiadowców pieszych i rowerzystów. Konni zwiadowcy zostali przydzieleni do kompanii administracyjnej.
Wiosną 1938 wcielono poborowych rocznika 1916. Nastąpiła kolejna reorganizacja zakwaterowania. W koszarach im. gen. Szeptyckiego pozostał I batalion. Kompanie 1,2 i 3 nie zmieniły kwater, 9 kompania zajęła pomieszczenia po 3 kompanii km., zaś 1 kompanię km umieszczono w dodatkowej sali żołnierskiej, urządzonej z pomieszczeń sanitarnych. W koszarach im. marszałka Śmigłego-Rydza na Blichu umieszczono II batalion. 4 kompanię uzupełniono „starym rocznikiem” 6., 5. kompanię strzelecką skadrowano, 6 kompanię strzelecką ze zmniejszonym stanem osobowym do 50 żołnierzy przeniesiono do koszar im. Piłsudskiego przy ul. Podrzecznej, 2 kompanię karabinów maszynowych uzupełniono żołnierzami z 3 kompanii km i rozlokowano w dodatkowym pomieszczeniu. Kompanie 5. i 6. po wybudowaniu koszar na Blichu zajmowały uprzednio pierwsze piętro bloku koszarowego.
W koszarach im. Śmigłego-Rydza zakwaterowany został też III batalion, który w tym okresie przekazywał uzupełnienia dla KOP-u. 7 kompania strzelecka zakwaterowana została w pomieszczeniach po 6 kompanii, a 8 kompania zajęła pomieszczenia po 5 kompanii. 3 kompania karabinów maszynowych, bez oddanego do KOP-u plutonu km, przydzielona została do 2 kompanii km.
| Obsada personalna i struktura organizacyjna w marcu 1939 | Obsada personalna i struktura organizacyjna w marcu 1939 | Obsada personalna i struktura organizacyjna w marcu 1939 |
| Stanowisko                                               | Stopień, imię i nazwisko                                 | Przydział we wrześniu 1939                               |
| Dowództwo i kwatermistrzostwo                            | Dowództwo i kwatermistrzostwo                            | Dowództwo i kwatermistrzostwo                            |
| -------------------------------------------------------- | -------------------------------------------------------- | -------------------------------------------------------- |
| dowódca pułku                                            | płk Marian Krudowski                                     | faktyczne dowódca 10 pp                                  |
| I zastępca dowódcy                                       | ppłk Otton Bruno Urban                                   | nominalnie dowódca 10 pp                                 |
| adiutant                                                 | kpt. Antoni Miszewski                                    | I adiutant 10 pp                                         |
| starszy lekarz                                           | kpt. lek. Czesław Alojzy Kozłowski                       | naczelny lekarz 10 pp                                    |
| młodszy lekarz                                           | ppor. lek. Jerzy Teter                                   |                                                          |
| II zastępca dowódcy                                      | mjr Franciszek Piotrowiak                                |                                                          |
| oficer mobilizacyjny                                     | kpt. adm. (piech.) Andrzej Drozd                         |                                                          |
| zastępca oficera mobilizacyjnego                         | kpt. Tadeusz Borawski                                    |                                                          |
| oficer administracyjno-materiałowy                       | kpt. Franciszek Szczepańczyk                             |                                                          |
| oficer gospodarczy                                       | kpt. int. Władysław Przeździecki                         |                                                          |
| oficer żywnościowy                                       | por. Jan II Zawadzki                                     |                                                          |
| dowódca kompanii gospodarczej                            | kpt. tab. Stanisław Piotrowicz                           |                                                          |
| kapelmistrz                                              | por. adm. (kapelm.) Marian Kębłowski                     |                                                          |
| Pododdziały pułku                                        |                                                          |                                                          |
| dowódca plutonu łączności                                | por. Klemens Zakrzewski                                  |                                                          |
| zastępca dowódcy plutonu łączności                       | por. Roman Talarek                                       |                                                          |
| dowódca plutonu pionierów                                | por. Alfred Czesław Subocz                               |                                                          |
| dowódca plutonu artylerii piechoty                       | por. art. Witold Rozenberger                             | dowódca pl art piechoty 10 pp                            |
| dowódca plutonu ppanc.                                   | por. Stanisław Witowski (*)                              |                                                          |
| dowódca oddziału zwiadu                                  | por. Szczepan Sadoski                                    | dowódca kompanii zwiadu 10 pp                            |
| dowódca I batalionu                                      | mjr Marian Gabriel Iwaszkiewicz                          |                                                          |
| dowódca 1 kompanii                                       | por. Bronisław Kalisiak                                  | kwatermistrz 10 pp                                       |
| dowódca plutonu                                          | ppor. Józef Marczak                                      |                                                          |
| dowódca 2 kompanii                                       | por. Zdobysław Wawrzyniec Kulesza                        | dowódca 2/10 pp                                          |
| dowódca plutonu                                          | ppor. Aleksander Sikora                                  |                                                          |
| dowódca plutonu                                          | ppor. Józef Suplicki                                     |                                                          |
| dowódca 3 kompanii                                       | por. Tomasz Wojciech Staszewski                          |                                                          |
| dowódca plutonu                                          | ppor. Jerzy Sieklucki                                    |                                                          |
| dowódca 1 kompanii km                                    | kpt. Bohdan Łuczaj                                       |                                                          |
| dowódca plutonu                                          | ppor. Leon Gignal                                        |                                                          |
| dowódca II batalionu                                     | mjr Józef III Kulczycki                                  | dowódca II/10 pp                                         |
| dowódca 4 kompanii                                       | kpt. Czesław Müller                                      | dowódca 4/10 pp                                          |
| dowódca plutonu                                          | ppor. Włodzimierz Jan Bystydzieński                      |                                                          |
| dowódca 5 kompanii                                       | kpt. Jerzy Józef Dobrzański                              | dowódca 5/10 pp                                          |
| dowódca plutonu                                          | ppor. Leon Błażej Jóźwik                                 |                                                          |
| dowódca plutonu                                          | ppor. Stanisław Mika                                     |                                                          |
| dowódca plutonu                                          | ppor. Ryszard Ferdynand Ulewicz                          |                                                          |
| dowódca 6 kompanii                                       | por. Stanisław Kotyński                                  |                                                          |
| dowódca plutonu                                          | ppor. Kazimierz Maria Rudolphi                           |                                                          |
| dowódca 2 kompanii km                                    | por. Wojciech Grzechociński (*)                          | dowódca 2 k km/10 pp                                     |
| dowódca III batalionu                                    | mjr Zygmunt Roszkowski                                   | dowódca III/10 pp                                        |
| dowódca 7 kompanii                                       | kpt. Jerzy Leon Lewestam                                 |                                                          |
| dowódca 8 kompanii                                       | por. Stanisław Socha                                     | dowódca 6/10 pp                                          |
| dowódca 9 kompanii                                       | por Adam Krzyżanowski                                    |                                                          |
| dowódca 3 kompanii km                                    | por. Stanisław Dmowski (*)                               |                                                          |
| dowódca plutonu                                          | chor. Anastazy Kamrowski                                 |                                                          |
| oficer na kursie                                         | por. Jan Piotr Domański                                  |                                                          |
| oficer na kursie                                         | ppor. Wiktor Wójtowicz                                   |                                                          |
| Dywizyjny Kurs dla Podoficerów Nadterminowych 4 DP       |                                                          |                                                          |
| dowódca kursu                                            | kpt. Rudolf Stefan Gajewski                              |                                                          |
| dowódca plutonu                                          | por. Stanisław Witowski (*)                              |                                                          |
| dowódca plutonu                                          | por. Stanisław Dmowski (*)                               |                                                          |
| dowódca plutonu                                          | por. Wojciech Grzechociński (*)                          |                                                          |
| 10 obwód przysposobienia wojskowego „Łowicz”             |                                                          |                                                          |
| kmdt obwodowy PW                                         | kpt. piech. Kazimierz Stefan Szul                        |                                                          |
| kmdt powiatowy PW Łowicz                                 | kpt. piech. Tadeusz Stanisław Kura                       |                                                          |
| kmdt powiatowy PW Brzeziny                               | ppor. kontr. art. Tadeusz Rossowiecki                    |                                                          |

## 10 pp w kampanii wrześniowej

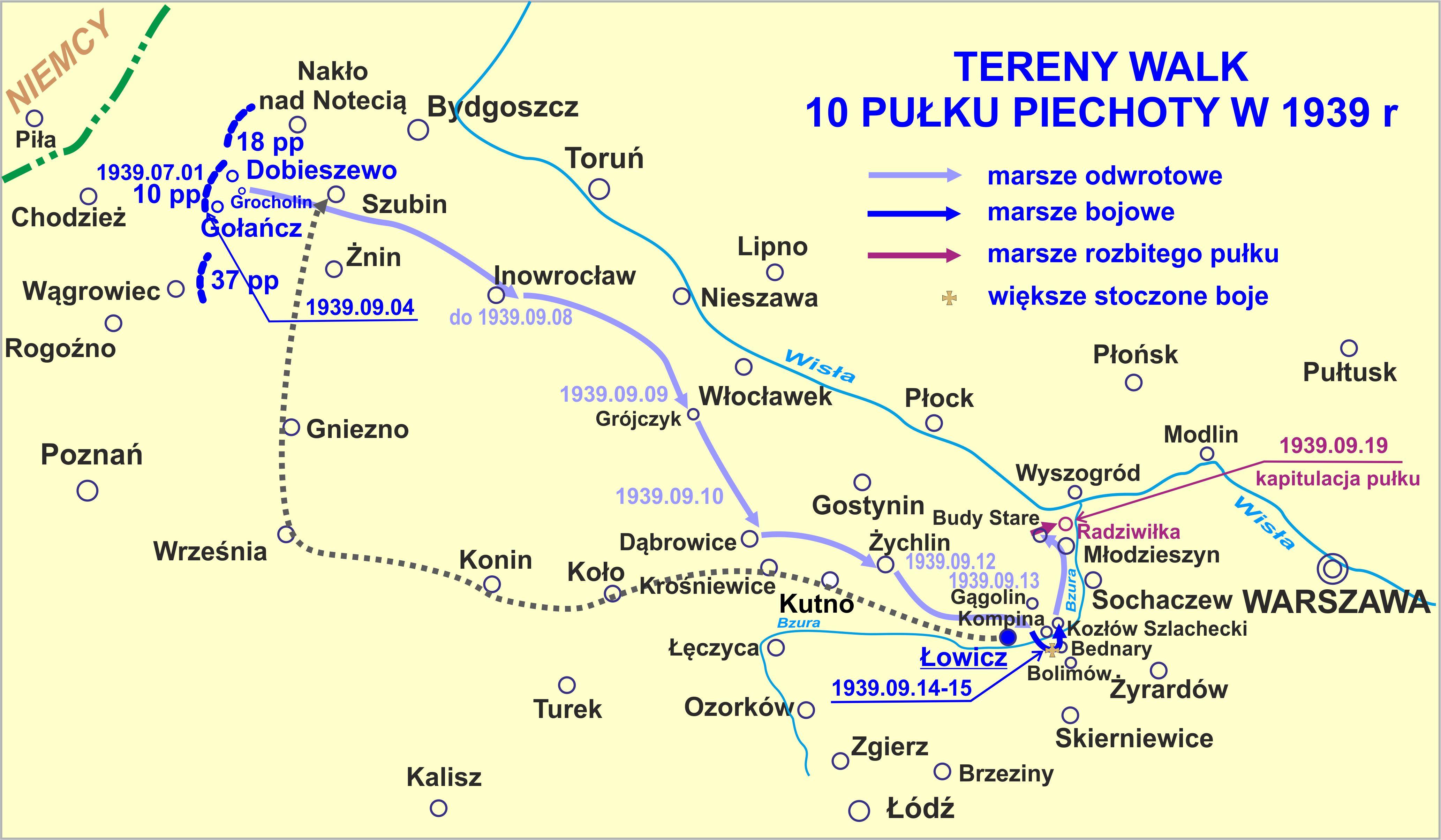
Tereny działań bojowych pułku w 1939

### Mobilizacja

#### Mobilizacja alarmowa i działania 10 pp do czasu rozpoczęcia wojny
Przed ogłoszeniem mobilizacji alarmowej 21 marca do pułku wcielono poborowych, celem odbycia czynnej służby wojskowej.
Pułk otrzymał rozkaz mobilizacji alarmowej 23 marca 1939 o godz.17.00. W ramach mobilizacji alarmowej w grupie czarnej w Łowiczu w oparciu o plan mobilizacyjny „W” obowiązujący od 30 kwietnia 1938 zmobilizowane przez 10 pp zostały:
- 10 pułk piechoty w organizacji wojennej i na etatach wojennych, w czasie od A+24 do A+42,
- samodzielna kompania karabinów maszynowych i broni towarzyszącej nr 43, w czasie A+48,
- kolumna taborowa nr 417, w czasie A+50,
- park intendentury typ I nr 403, w czasie A+50[95].

Rezerwiści stawili się w terminie i ilościach pozwalających na pokrycie etatowych potrzeb mobilizowanych pododdziałów. Część koni była niewłaściwa, zamiast koni wierzchowych i w kategorii dla artylerii lekkiej, dostarczono konie dla artylerii ciężkiej. 40% wozów była w złym stanie technicznym, wymagały napraw. Poszczególne pododdziały osiągały gotowość do działań kwaterując w obiektach publicznych Łowicza. 1. i 2. kompanie strzeleckie oraz 1 kompania karabinów maszynowych kwaterowały w Państwowym Liceum Pedagogicznym, park intendentury w Szkole Powszechnej nr 4, 7. i 8 kompanie strzeleckie oraz 3 kompania km w Państwowym Liceum i Gimnazjum Męskim i Żeńskim, 9 kompania w Szkole Podstawowej nr 3 na Korabce, 43 samodzielna kompania km i kolumna taborowa w Szkole Powszechnej im. Legionów Polskich, 5. i 6. kompanie strzeleckie w Szkole Rolniczej na Blichu, kompania gospodarcza w kinie Eos. Gotowość mobilizacyjną pułk osiągnął o godz.18.00 24 marca.
24 marca o godz.18.00 gotowość marszową osiągnął I batalion. 25 i 26 marca pozostała część pułku. 10 pułk piechoty i pododdziały sformowane dla 26 Dywizji Piechoty zajęły rejony we wsiach powiatu łowickiego w pobliżu wyznaczonych stacji załadowczych. I batalion („Ryś”) stacjonował w Klewkowie, II batalion („Wrona”) – w Goleńsku, III batalion w Niedźwiadzie, park intendentury dywizyjnej w Popowie, 43 samodzielna kompania km w Zielkowicach, kompania gospodarcza, plutony łączności, pionierów, przeciwgazowy, kompania zwiadowcza w Małszycach, kolumna taborowa w Jastrzębi. W rejonach tych pododdziały przebywały do 8 maja. Od 30 marca rozkazem szefa Sztabu Głównego rozpoczęto szkolenie pułku w rejonach dyslokacji.
8 maja w ramach poprawy położenia dyslokowano pododdziały w nowe rejony rozmieszczone wzdłuż linii kolejowej. Dowództwo pułku zajęło oficynę pałacu w Nieborowie. I batalion przeszedł do Bobrownik, II batalion i 43 samodzielna kompania km do Nieborowa, III batalion do Dzierzgowa, kompania zwiadowcza do Mysłakowa; kompania gospodarcza, kompania ppanc., pluton artylerii piechoty, pluton pionierów, oficer żywnościowy pułku i naczelny lekarz pułkowy kwaterowali w Arkadii, pluton łączności i pluton przeciwgazowy w kolonii Małszyce; park intendentury w Popowie. Z uwagi na problemy z wypłatą zapomóg rodzinom zmobilizowanych rezerwistów, brakiem urlopów w okresie Świąt Wielkanocnych i nie zwolnienie zmobilizowanych rezerwistów po 3 maja, znacznie pogorszyły się nastroje i obniżyła się dyscyplina. Wzrosła ilość wykroczeń dyscyplinarnych, samowolnych oddaleń, nieposłuszeństwa w służbie, odmów wykonania rozkazów. Dopiero od 5 czerwca do 14 lipca wymieniono rezerwistów w pięciu turach. 10 pp jak i cała 26 DP została podporządkowana dowódcy Armii „Poznań” gen. Tadeuszowi Kutrzebie, który początkowo zamierzał wprowadzić 26 Dywizję Piechoty (w tym 10 pp) w tzw. korytarz czarnkowski i bronić nią kierunku na Wągrowiec – Żnin i dalej na Gniezno lub Inowrocław. Rozważał też koncepcję obsadzenia przez dywizję przedmościa „Koło”. Ostatecznie jednak dowódca armii zdecydował się na pierwszy wariant. 10 pułk piechoty miał bronić odcinka „Głowicz” na przesmykach jezior wągrowieckich w rejonie Gołańcz – Panigródz – Dobieszewo – Smogulec – Czerlin. Następnie prowadząc działania opóźniające, pułk miał przejść na pozycję pośrednią w rejon lasów na zachód od Łabiszyna, pozostawiając ubezpieczenia na północno-zachodnich skrajach lasu Nadleśnictwa Nakło, a ostatecznie główne stanowiska na rubieży odcinka „Gołańcz”. W czasie walk na głównej pozycji dowódcy 10 pp podporządkowany miał być batalion ON „Kcynia” i III/26 pułku artylerii lekkiej.  
7 lipca 10 pułk rozpoczął załadunek do transportów kolejowych w Bednarach, Mysłakowie i Niedźwiadzie, a następnie do 11 lipca został przewieziony transportem kolejowym do Pałuk w północno wschodniej części Wielkopolski. Zajął pozycje obronne na zachód od przewidywanego dlań odcinka Gołańcz – Dobieszewo-Grocholin, mając ona prawym skrzydle 18 pułk piechoty, a na lewym 37 pułk piechoty. Dowództwo 26 DP rozlokowało się w Wapnie Nowym. W tym czasie Sztab Główny zezwalał już na rozpoczęcie budowy umocnień polowych nie zważając na straty w uprawach rolnych. Pododdziały przystąpiły do prac fortyfikacyjnych. Kopały rowy strzeleckie i przeciwpancerne, stawiały zasieki, budowały gniazda karabinów maszynowych i działek przeciwpancernych przygotowywały obiekty komunikacyjne, zwłaszcza mosty na Noteci, do zniszczenia. Realizując zadania obronne: I batalion wraz z 7 baterią 26 pal zajął rejon Gołańczy. II batalion z 8/26 pal w rejonie Dobieszewo, Dobieszewko. III batalion wraz z 9/26 pal w okolicach Iwna, mając rozwiniętą 7 kompanię strzelecką w rejonie folwarku Słupowo, wzg.144,9, 9 kompanię strzelecką w rejonie folwarku Chwaliszewo, wzg.142,9, 8 kompania strzelecka wysunięta na przedpolu na skraju lasu między Smogulcem a Notecią. Kompania zwiadowcza dozorowała Noteć na odcinku Ludwikowo-Mieczkowo. Batalion ON „Kcynia” na pozycjach w Kcyni.
W nocy 30/31 sierpnia pododdziały pułku obsadziły stanowiska bojowe i wysunęły elementy rozpoznawcze w pobliże granicy. Zadanie 10 pułku piechoty pozostało bez zmian.
W garnizonie pułku w Łowiczu pozostały nadwyżki pułku sformowane w Oddział Zbierania Nadwyżek 10 pułku piechoty pod dowództwem, do czasu ogłoszenia mobilizacji powszechnej mjr. Franciszka Piotrowiaka, a następnie przez mjr. Feliksa Guttakowskiego. Podczas ogłoszonej „sierpniowej” mobilizacji alarmowej na podstawie nowego planu mobilizacyjnego „W1” obowiązującego od 17 maja 1939 rozpoczęto mobilizację w garnizonie Łowicz przez OZN 10 pp w grupie brązowej20, w czasie G20+30:
- kompanii karabinów maszynowych przeciwlotniczych typ B nr 45,
- kompanii karabinów maszynowych przeciwlotniczych typ B nr 46[95].

#### Mobilizacja powszechna na bazie pozostałości 10 pp
Po ogłoszeniu mobilizacji powszechnej w jej II rzucie od dnia 31 sierpnia podjęto w Łowiczu mobilizację przez OZN 10 pp niżej wymienionych oddziałów i pododdziałów:
- dowództwa 145 pułku piechoty i pododdziałów specjalnych pułkowych, w czasie X+3,
- kompanii asystencyjnej nr 144 (dla 44 Dywizji Piechoty rez.), w czasie X+3,
- Grupy Dyspozycyjnej Personelu typ II nr 15 (dowództwo i sztab 44 DP rez.), w czasie X+3,
- batalionu marszowego 10 pp, w czasie X+4,
- uzupełnienia marszowego samodzielnej kompanii km i br. tow. nr 43, w czasie X+4,
- Ośrodka Zapasowego 26 Dywizji Piechoty, w czasie X+6[107].

### Działania bojowe

#### Obrona północno wschodniej Wielkopolski
Już o 2.00 1 września, w rejonie odpowiedzialności 26 DP, niemieckie oddziały wojskowe dokonały napadu na placówkę Straży Granicznej I linii „Kaczory”. Straż Graniczna nie dała się zaskoczyć i wykonała wszystkie przewidziane planem zniszczenia. O świcie 10 pułk piechoty, wzmocniony 83 batalionem piechoty i III/26 pal, zajmował odcinek „Gołańcz”. Po stronie niemieckiej rozlokował się 12 pułk Grenzwachtu, 2 batalion zaporowy i Brygada „Netze”. Oddziały niemieckie otrzymały zadania osłony południowego skrzydła zgrupowania uderzeniowego. Tylko czaty II batalionu nawiązały kontakt ogniowy z nieprzyjacielem w rejonie Zamczyska. O świcie pozycje 10 pp zostały zbombardowane przez lotnictwo w rejonie Gołańczy. Dwóch żołnierzy odniosło kontuzje. Nalot osłabił jednak mocno morale wojska. Do dyspozycji dowódcy 10 pp przydzielona została 82 samodzielna kompania czołgów rozpoznawczych.  
Rano 2 września 82 skczr stanęła na postój w miejscowości Panigródź Stary. 2 września na przedpolu II batalionu na odcinku „Dobieszewko”, kolumny niemieckie dotarły północnym brzegiem Noteci do Nakła, ale ostrzelane ogniem artyleryjskim przez II i III dywizjony 26 pal wycofały się pozostawiając silne ubezpieczenia. Wieczorem dowódca 26 DP nakazał dowódcy III/10 pp wykonać wypad w okolicach Mieszkowa dwoma plutonami strzeleckimi z plutonem ckm. Grupą wypadową dowodzić miał kpt. Rudolf Gajewski. Po wykonaniu wypadu pododdział miał pozostać na czatach na lewym brzegu Noteci naprzeciw Osieka. Wobec poprawionej oceny sytuacji na froncie, dowódca dywizji odwołał jednak rozkaz. Pułk nie miał styczności bojowej z oddziałami niemieckimi.
W nocy 2/3 września pododdział wypadowy pod dowództwem dowódcy kompanii zwiadowców dokonał wypadu na północny brzeg Noteci niszcząc niemiecką placówkę. W tym czasie sytuacja w rejonie Armii „Pomorze” komplikowała się. 3 września wieczorem gen. Kutrzeba nakazał 26 DP przerzucić gros sił w rejon Żnina i jednocześnie utrzymać pozycję Nakło – Wągrowiec – Skoki. W czasie wycofywania się w nocy 3/4 września na pozycję pośrednią „Królikowo” na odcinku zachodnie skraje lasu w rejonie Żarczyna- las w rejonie dworu Zalesie-Szaradowo, obsadził 10 pp wraz z 43 samodzielną kompanią km i br. tow., 3 kompanią strzelecką 83 bp i III/26 pal. Odwrót pułku ubezpieczała 82 skczr. Zejście bez walki z przygotowanych pozycji obronnych wywołało psychozę zagrożenia okrążeniem. Wkradły się elementy paniki. Żołnierz 10 pp wspominał:

...nagle przyszedł rozkaz wycofania się. Bowiem groziło nam okrążenie przez wojska niemieckie. (...) z miejsca zapanował ogólny chaos, nawet panika... Łączność przestała istnieć. Pluton mój wraz z mnóstwem oddziałów wszelkiej broni, specjalności i wielkości zaczął się chaotycznie i w pośpiechu wycofywać. Posuwaliśmy się, raczej uciekaliśmy dniem i nocą lasami i bocznymi drogami, z grubsza zygzagowaliśmy w kierunku na Inowrocław, ażeby umknąć zamykającym się kleszczom hord niemieckich...

4 września 10 pp osiągnął nakazane pozycje bez przeszkód ze strony oddziałów niemieckich. Kolejnym nocnym marszem 4/5 września 26 DP zajęła główną pozycję obronną. Na odcinek „Łabiszyn” pod dowództwem dowódcy Piechoty Dywizyjnej 26 DP płk. dypl. Tadeusza Parafińskiego miał obsadzić dwa bataliony 10 pp. Pododcinek „Dobrylewo” I batalion, a pododcinek „Wąsosz” II batalion. Reszta 10 pp przeszła do odwodu 26 DP, zatrzymała się w lesie na zachód od Łabiszyna przy drodze Szubin-Łabiszyn. 5 września rano pułk zajął nakazane stanowiska.
Również dywersanci walnie przyczynili się do obniżenia morale żołnierzy. Tak jeden z nich wspomina po latach:

W owych dniach, gdy pluton mój i inne różne oddziały dotarły do pewnej wsi–kolonii niemieckiej, których było mnóstwo w tej okolicy, nagle, zupełnie nieoczekiwanie, w biały dzień, z niemieckiej wieży kościelnej otworzono na nas silny i bezpośredni ogień z karabinów maszynowych i innej broni, po prostu plunęli nam w twarz morderczym ogniem. Nikt nie wiedział, czyja to była robota, czy miejscowych Niemców, dywersantów, czy też wojska niemieckiego?! (...) Wspomniany skoncentrowany i morderczy ogień był naszym chrztem bojowym i spowodował wielu zabitych i rannych. Powstała straszna panika, rozbici, zdezorientowani wszyscy uciekali w las. (...)

5 września wszystkie oddziały 26 DP znalazły się na pozycji żnińskiej. Wieczorem tego samego dnia pułk, działając w składzie dywizji, rozpoczął dalszy marsz na linię Inowrocław – Pakość – Barcin. Dowódcy 10 pp podporządkowano II dywizjon 26 pal, 67 dywizjon artylerii lekkiej bez 3 baterii. Tak skonstruowane zgrupowanie otrzymało zadanie utrzymania wyjścia z Pakości na Inowrocław i zamknięcia przeprawy na Noteci od jeziora Mielno do jeziora Wolickiego. W tym też czasie 26 DP weszła w podporządkowanie Armii „Pomorze”, a dokładniej do nowo utworzonej GO gen. bryg. Zdzisława Przyjałkowskiego.

#### Działania pułku na Kujawach
6 i 7 września 10 pp zajmował stanowiska obronne na linii: Jezioro Wolickie-Jezioro Mielno-Pakość dozorując przeprawy na Noteci. Nocą 7 na 8 września pułk cofał się przez lasy samszyckie, Samszyce, Dąbie Poduchowne, Torzewo, Bodzanowo z zadaniem osłony kierunku na Radziejów Kujawski.
Od 8 września 10 pp podjął marsz w kierunku Sochaczewa. Do świtu 9 września przeszedł w rejon: Wola Sosnowa – Sarnowo – Grójczyk, gdzie zajął pozycje obronne. Po południu maszerował dalej do rejonu Przedecz – Dąbrowice – stacja kolejowa Cetty. 10 września 10 pp osiągnął rejon Zbijewka, miał być w gotowości wejścia do walki na kierunkach: Babiak – Brdów i Kłodawa.
Wycofywanie się i oddawanie terenu Niemcom bez walki miało negatywny wpływ na morale oficerów i żołnierzy. Skutkowało to drastycznym obniżeniem dyscypliny w pododdziałach. By ją przywrócić, 8 września dowódca dywizji wydał specjalny rozkaz w sprawie przywrócenia porządku i karności w podległych mu oddziałach:

(...) dyscyplina w oddziałach przedstawiała obraz całkowitego rozprzężenia, za co winię w pierwszej linii oficerów i podoficerów, do których obowiązków utrzymanie dyscypliny należy (...). Stwierdzam, że oficerowie i podoficerowie nie panują nad swymi oddziałami, nie zwracają uwagi na żadne wykroczenia i nie starają się nawet utrzymać jakiejkolwiek dyscypliny(...)
W dniu wczorajszym byłem zmuszony z pistoletem w ręku wprowadzić porządek w kolumnie i tłumaczyć oficerom i podoficerom ciążące na nich obowiązki.
Wobec powyższego rozkazuję zawiadomić dziś jeszcze wszystkich oficerów i podoficerów, że za wszelką bezczynność i obojętność wobec wykroczeń i przestępstw popełnionych w ich obecności przez żołnierzy nawet nie będących ich podkomendnymi, za nieutrzymanie swego oddziału w karności i dyscyplinie, za dopuszczenie do tego, że większość oddziału rozłazi się i dowódca nie może ich nawet zebrać, za jazdę na pojazdach różnego rodzaju, zamiast maszerować w regulaminowym miejscu przy oddziale, będę winnych oficerów i podoficerów oddawać bez żadnych względów pod sąd polowy.

W kolejnych dniach żołnierze pułku nadal maszerowali: przez Lubień, Łanięta. 11 września w dzień odpoczywali w rejonie Witoldowa, a 12 września byli już w okolicach Żychlina. Tu zajęli rejon wyjściowy do działań i w ramach 26 DP stanowili odwód Grupy Armii gen. Kutrzeby w planowanym natarciu nad Bzurą.

#### Udział pułku w bitwie nad Bzurą

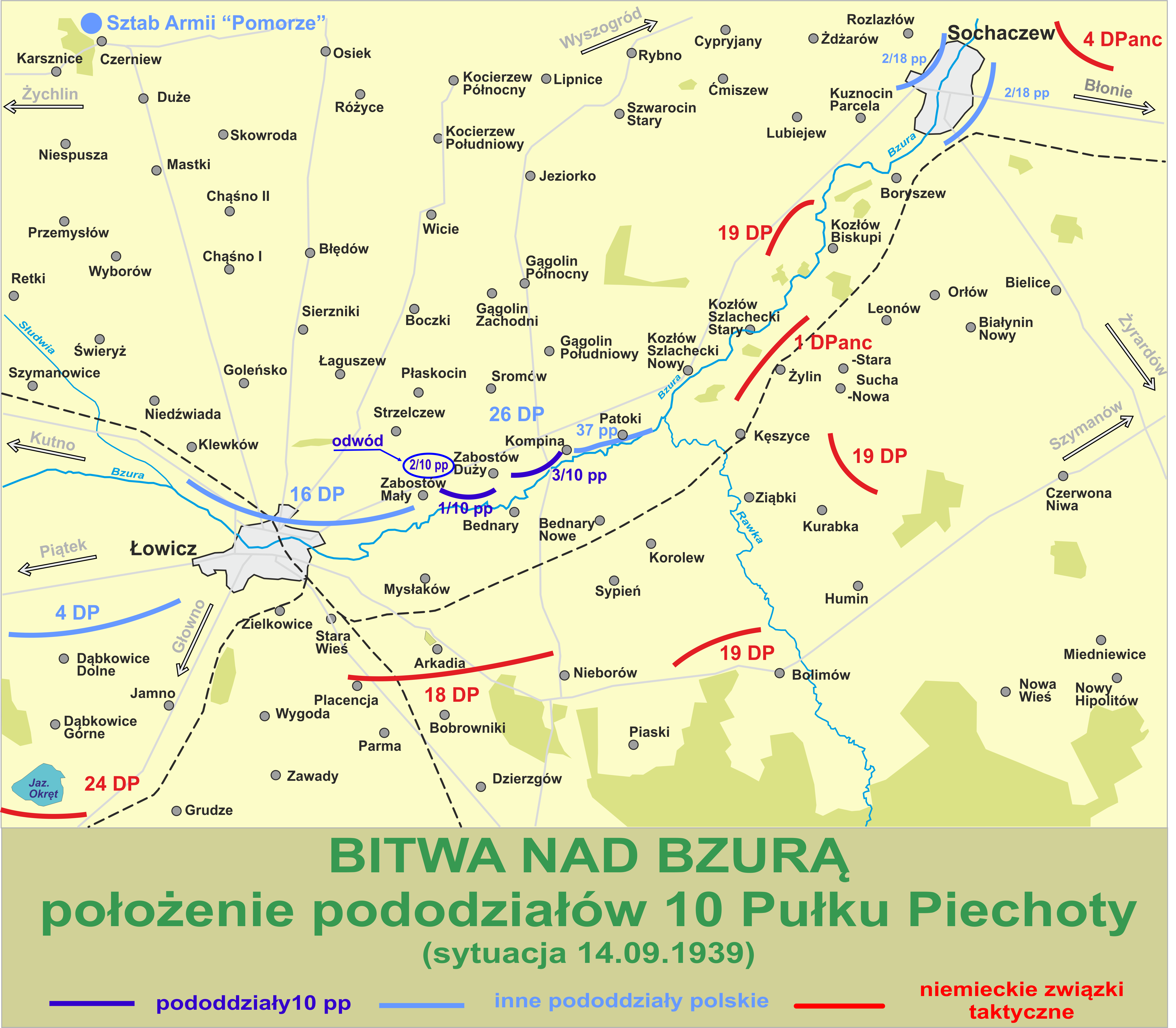
Udział pułku w Bitwie nad Bzurą sytuacja z 14 września 1939

Wieczorem 12 września 26 DP zaczęła marsz w kierunku wschodnim. 26 DP miała skoncentrować się w rejonie Kompina, Patoki, Wicie. Dla szybkiego zamknięcia przeprawy przez Bzurę w rejonie Kozłowa Szlacheckiego. III/10 pp przemieszczono transportem samochodowym do Gągolina Północnego by bronił przepraw przez Bzurę. 13 września o godz.7.00 III batalion obsadził przyczółek mostowy na południowym brzegu Bzury, wyrzucił za Bzurę niemieckie placówki i zabezpieczył przeprawy przez Bzurę od Kozłowa Szlacheckiego do Kompiny. Reszta pułku wraz z 26 DP wyruszyła o godz.10.30 w kierunku Rybna. Po południu jednostki dywizji dotarły w okolice Rybna. Wieczorem rozkaz dowódcy dywizji nakazał pułkowi odmaszerować do odległej o 14 kilometrów Kompiny. Wieczorem oddziały niemieckie przeprowadziły natarcie w rejonie przyczółka mostowego w Kompinie. Natarcie niemieckie ogniem III/10 pp zostało zatrzymane 200 metrów od linii rzeki Bzury i odrzucone. 26 DP miała prowadzić natarcie z rejonu Kompiny w kierunku Nieborowa i Łasiecznik. Na lewym skrzydle dywizji miał nacierać 37 pułk piechoty, na prawym na kierunku lasów nieborowskich atakować miał 10 pp. 10 pp dotarł do rejonu Kompiny o godz.1.00 14 września. Pododdziały zajęły rejony wyjściowe do działań rano 14 września. W tym czasie II batalion zluzował stojący cały dzień nad Bzurą III batalion pułku. Ten ostatni przeszedł do odwodu, w rejon Sromowa. 10 pp miał atakować po osi Kompina – Nieborów, rozbić pododdziały niemieckiego 54 pp 18 DP i w zadaniu bliższym zająć Nieborów – Pasiecznik, a następnie nacierać w kierunku na lasy skierniewickie. Pułk wspierać miały II i III dywizjony 26 pal oraz 26 dywizjon artylerii ciężkiej. Pas natarcia pułku wynosił około 6 kilometrów. 14 września o godz.8.20 10 pp wyruszył do natarcia.
Prowadzący natarcie na prawym skrzydle I batalion po zajęciu Mysłakowa, Janowic i Bednar Starych utknął pod silnym ogniem niemieckim prowadzonym z rejonu Janowic. II batalion mjr. Kulczyckiego częściowo zajął wieś Nowe Bednary, Bednary Kolonię i Sierzchów i ścigająca cofającą się niemiecką piechotę 5 kompania strzelecka zdobyła rejon stacji kolejowej Bednary. Tu II batalion zaległ pod ogniem broni maszynowej i artylerii niemieckiej. Niemiecki 54 pp 18 DP  o godz.11.00 kontratakował z powodzeniem w kierunku na II/10 pp. 5 kompania utraciła stację kolejową Bednary. Zamierzano wprowadzić do walki odwód – III batalion. W tym czasie gen. dyw. Władysław Bortnowski z uwagi na meldunek z rozpoznania lotniczego informujący o zbliżających się niemieckich wojskach pancernych, wstrzymał natarcie. Paniczny strach przed czołgami niemieckimi pozbawił polskich dowódców inicjatywy i był dramatycznym punktem zwrotnym, który miał dalsze nieszczęśliwe następstwa.  
Dowódca 26 DP płk Brzechwa-Ajdukiewicz źle zinterpretował rozkaz dowódcy armii i obawiając się bezpośredniego zagrożenia atakiem niemieckiej broni pancernej, wydał podległym oddziałom rozkaz natychmiastowego wycofania się na północny brzeg Bzury. O swojej decyzji nie powiadomił przełożonego, ani sąsiada – 16 Dywizji Piechoty, która znalazła się w sytuacji krytycznej. W tym czasie II/10 pp walczył w pobliżu stacji kolejowej, oderwać się mógł od Niemców dopiero po południu. I/10 pp dość łatwo wyszedł z walki i przeszedł do Kompiny. Zluzował będący tam III/10 pp i zajął stanowiska obronne na przeprawie mostowej w tej miejscowości. III/10 pp przeszedł do Gągolina Południowego i zajął stanowiska na wschodnim skraju wsi. II/10 pp w trakcie walk odwrotowych poniósł znaczne straty, głównie od ostrzału artylerii niemieckiej. Po wycofaniu się za Bzurę przeszedł do odwodu dywizji w rejon Sromów, Płaskocin. W walkach pod Bednarami polegli: ppor. Jan Mioduszewski, ppor. Bolesław Sempliński, ppor. Witold Sienkowski. Wieczorem z linii ubezpieczeń odeszły pododdziały osłonowe. Niemcy, zaskoczeni nagłym odwrotem wojsk polskich, ograniczyli się początkowo do pościgu ogniowego. Wieczorem 14 września 26 DP rozkazem gen. dyw. Tadeusza Kutrzeby została podporządkowana dowódcy Grupy Operacyjnej gen. bryg. Edmunda Konolla-Kownackiego. 16 września miała podjąć natarcie wraz z GO gen. Knolla-Kownackiego częścią sił z rejonu Emilianów, Gągolin Północny i Południowy poprzez Kozłów Szlachecki Stary i Miedniewice w kierunku Sochaczewa i Błonia. Do tego zgrupowania został przydzielony III/10 pp wraz z 18 pułkiem piechoty. Pozostałe siły 10 pp od 15 września miały bronić linii rzeki Bzury w składzie zgrupowania płk. dypl. Tadeusza Parafińskiego.
Prawie dwutygodniowe wycofywanie się pułku bez walki i tragiczny odwrót z południowego brzegu Bzury, spowodowało rozgoryczenie, rozprzężenie i dezorganizację. Hugon Zieliński w swojej kronice tak opisywał ówczesne położenie:

10 pułk piechoty (...) wycofał do wieczora swoje oddziały na północny brzeg Bzury. Straty pułku były również ciężkie, podobnie jak i upadek ducha, który miał doprowadzić pułk do samowolnego rozchodzenia się żołnierzy, szczególniej starszych rezerwistów do domów, gdyż działania pułku toczyły się w rejonie garnizonu pokojowego, jakim był Łowicz i rejonu mobilizacyjnego, z którego pochodziła przewaga rezerwistów.

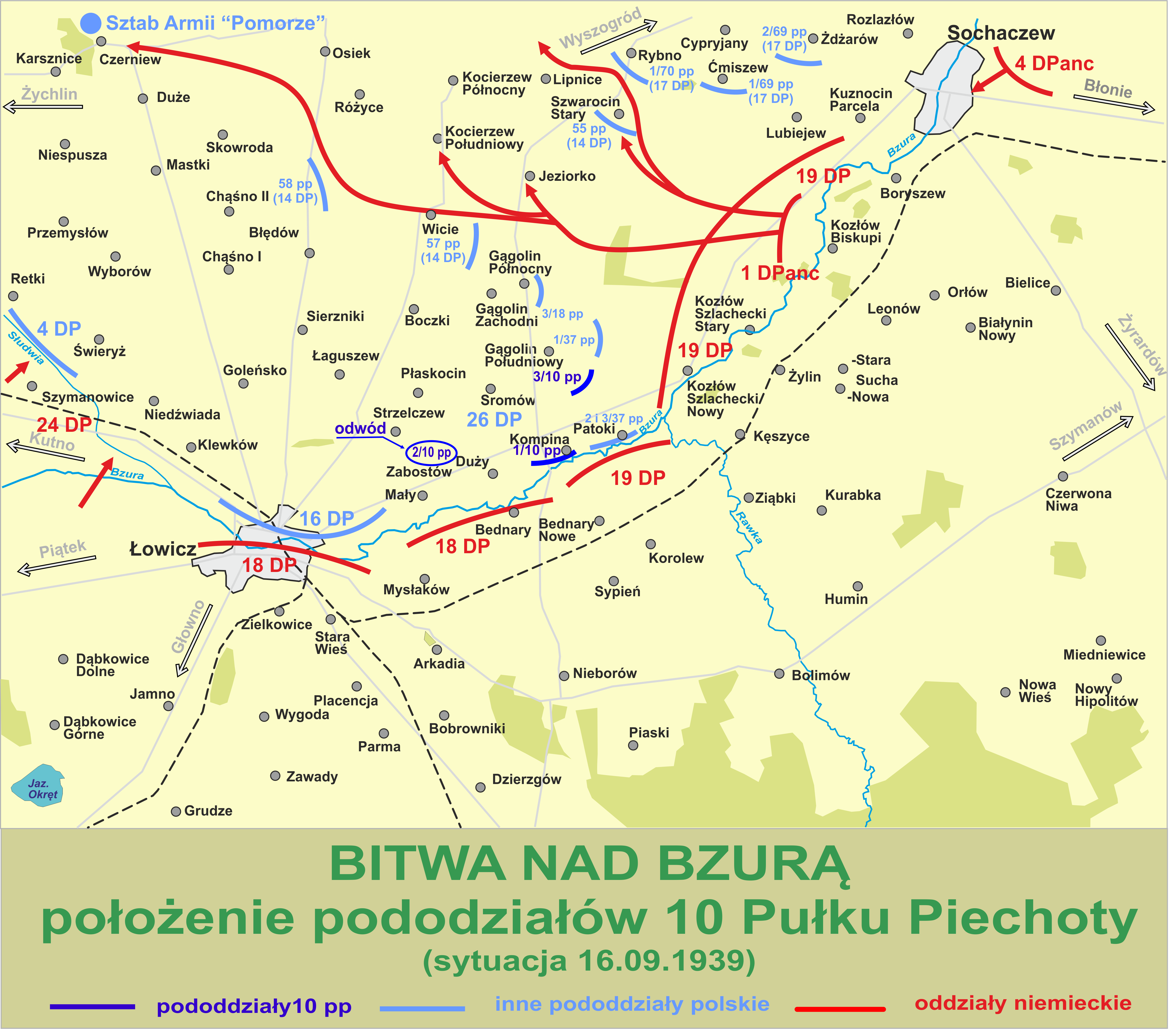
Udział pułku w Bitwie nad Bzurą sytuacja z 16 września 1939

16 września o świcie 26 DP przystąpiła do natarcia, III/10 pp prowadził natarcie poprzez wschodni skraj Gągolina Południowego, Kozłów Szlachecki Nowy, Kozłów Szlachecki Stary. W pierwszym rzucie nacierały 8 i 9 kompanie strzeleckie. 9 kompania zdobyła Kozłów Szlachecki Stary i w trakcie dalszego natarcia wyszła na tyły i skrzydło niemieckiej obrony, zamykającej dalsze natarcie 8 kompanii. Strona niemiecka wykorzystał swój odwód w postaci czołgów, który uderzył na tyły 9/10 pp. Obie I rzutowe kompanie wycofały się do Gągolina Południowego. O godz.13.00 III batalion 10 pp ponownie wykonał natarcie na Kozłów Szlachecki Nowy. Natarcie bez wsparcia artyleryjskiego załamało się przed Kozłowem Szlacheckim Nowym. Batalion poniósł bardzo duże straty osobowe i sprzętowe, szczególnie od ostrzału niemieckiej artylerii.  Poległo wielu żołnierzy wśród nich: mjr Zygmunt Roszkowski, ppor. Jan Pelesiak, ppor. Eugeniusz Nowakowski, ppor. Tadeusz Polesiak, ppor. Jan Urbański. Pozostałość batalionu wycofała się do Gągolina Południowego. Do końca dnia batalion odpierał ataki piechoty niemieckiej wsparte czołgami. Wehrmacht także poniósł w tych bojach znaczne straty. Walka była nierozstrzygnięta. Z uwagi na załamanie się natarcia w nocy 16/17 września 10 pp podjął marsz w rejon Osiek I. Od rana 17 września 10 pp organizował obronę w tej miejscowości. Pułk był ostrzeliwany przez artylerię niemiecką i bombardowany przez lotnictwo. Przed zmrokiem z kierunku Różyc na pozycje 10 pp wyszło niemieckie uderzenie piechoty z czołgami, które 10 pp odparł. Wieczorem na rozkaz dowódcy 26 DP płk. dypl. Adama Brzechwy-Ajdukiewicza, w pułku zlikwidowano tabory i podjęto marsz do lasu Budy Stare, który stanowił podstawę wyjściową do natarcia przez Bzurę do Puszczy Kampinoskiej.
Nocą 16 na 17 września 10 pp rozpoczął wycofywał się przez miejscowości Wejsce – Rybno – Aleksandrów- Ruszki – Młodzieszyn – Justynówki – Stare Budy. Marsz nocny prowadzono w trudnych warunkach, po zatłoczonych drogach. Doszło do częściowego rozproszenia pułku. Rano w rejonie koncentracji stawił się tylko III batalion. Inne pododdziały zmyliły drogę i pomaszerowały z Młodzieszyna na Wyszogród. Tam uległy rozproszeniu. Pułk zbierał się cały dzień 17 września w lesie w rejonie Bud Starych. Rejon ten ostrzeliwała niemiecka artyleria i bombardowały niemieckie samoloty bombowe. Co powodowało dalsze straty w poległych i rannych. Część żołnierzy rozproszyła się i rozbiegła dostając się wkrótce do niemieckiej niewoli. Dowódca pułku płk Marian Krudowski zebrał część żołnierzy. Na bazie III batalionu i pododdziałów specjalnych pułku 18 września sformowano zbiorczy batalion piechoty. 1 kompanią strzelecką dowodził por. Jan Domański, 2 kompanią strzelecką – por. Stanisław Socha, 3 kompanią strzelecką – por. Zbigniew Czerwiński, kompanią ckm – por. Stanisław Witkowski. Pluton zwiadowców pozostawał pod komendą por. Szczepana Sadowskiego, pluton pionierów – por. Ludomira Kozłowskiego, pluton łączności – por. Adama Krzyżanowskiego. Sztab pułku przejął zadania sztabu nowo zorganizowanego batalionu.
Zieliński napisał:

Działające dotychczas prawie bez przerwy lotnictwo niemieckie poczęło spływać z pola bitwy. Odezwała się natomiast ze zdwojoną siłą artyleria niemiecka oraz rozpoczęło się natarcie piechoty nieprzyjacielskiej wspieranej czołgami. Rzecz ciekawa, że pojawienie się piechoty niemieckiej, zamiast doprowadzić do ostatecznego rozsypania się polskich jednostek, odwrotnie – przyczyniło się właśnie do ich scementowania. Widok wroga uchwytnego, przeciw któremu polscy żołnierze mieli broń działającą skutecznie – ożywił szeregi i nieprzyjaciel został przywitany tak silnym ogniem, iż z miejsca zaległ, przy czym nie pomogły nawet czołgi do ponownego poderwania piechoty niemieckiej.

Dowódca pułku skierował swój zbiorczy batalion przez Budy Iłowieckie – Olszynki – Radziwiłkę w rejon Januszewa. W czasie nocnego marszu batalion dostał się pod silny ostrzał artylerii niemieckiej i uległ rozproszeniu. Z pozostałych żołnierzy stworzono jedną kompanię strzelecką z jednym ckm. Z 18 września odbyła się odprawa u płk. Krudowskiego. Obecni na niej byli m.in. ppłk Otton Urban, kpt. Antoni Miszewski, por. Józef Kołacz, por. Ludomir Kozłowski, ppor. Henryk Godziszewski, ppor. Szczepan Sadowski, por. Adam Krzyżanowski, por. Jan Domański. W rejonie Łaźni oddział 10 pp dołączył do resztek 4 Dywizji Piechoty płk. Józefa Werobeja. 19 września rano została podjęta ostatnia większa akcja wyjścia z okrążenia. Pod Przęsławicami podjęto forsowanie Bzury, kompania płk. Krudowskiego nacierała w kierunku Śladowa. Kontratak czołgów niemieckich z południa zepchnął Polaków w kierunku Wisły, od Bzury. Grupa płk. Krudowskiego została rozbita w lesie pod Giżycami. Resztki 10 pp pod dowództwem płk. Mariana Krudowskiego po wyczerpaniu resztek amunicji skapitulowały pod koniec dnia w lasach Bud Starych i Radziwiłce.
| Struktura organizacyjna i obsada personalna we wrześniu 1939 | Struktura organizacyjna i obsada personalna we wrześniu 1939 | Struktura organizacyjna i obsada personalna we wrześniu 1939 | Struktura organizacyjna i obsada personalna we wrześniu 1939 |
| stanowisko                                                   | stopień, imię i nazwisko                                     | stopień, imię i nazwisko                                     | stopień, imię i nazwisko                                     |
| ------------------------------------------------------------ | ------------------------------------------------------------ | ------------------------------------------------------------ | ------------------------------------------------------------ |
| dowódca pułku                                                | faktyczny płk Marian Krudowski                               | faktyczny płk Marian Krudowski                               | faktyczny płk Marian Krudowski                               |
| dowódca pułku nominalny/zastępca dowódcy pułku               | ppłk piech. Otton Bruno Urban                                |                                                              |                                                              |
| I adiutant                                                   | kpt. Antoni Miszewski                                        | kpt. Antoni Miszewski                                        | kpt. Antoni Miszewski                                        |
| II adiutant                                                  | por. rez. Józef Kołacz                                       | por. rez. Józef Kołacz                                       | por. rez. Józef Kołacz                                       |
| oficer informacyjny                                          | ppor. rez. Henryk Godziszewski                               | ppor. rez. Henryk Godziszewski                               | ppor. rez. Henryk Godziszewski                               |
| oficer łączności                                             | por. Adam Krzyżanowski                                       | por. Adam Krzyżanowski                                       | por. Adam Krzyżanowski                                       |
| kwatermistrz                                                 | por. Bronisław Kalisiak                                      | por. Bronisław Kalisiak                                      | por. Bronisław Kalisiak                                      |
| oficer płatnik                                               | p.o. chor. Franciszek Buczma-Kozłowski                       | p.o. chor. Franciszek Buczma-Kozłowski                       | p.o. chor. Franciszek Buczma-Kozłowski                       |
| oficer żywnościowy                                           | ppor. rez. Stefan Wędzikowski                                | ppor. rez. Stefan Wędzikowski                                | ppor. rez. Stefan Wędzikowski                                |
| naczelny lekarz                                              | kpt. lek. Czesław Alojzy Kozłowski                           | kpt. lek. Czesław Alojzy Kozłowski                           | kpt. lek. Czesław Alojzy Kozłowski                           |
|                                                              | I batalion                                                   | II batalion                                                  | III batalion                                                 |
| dowódca batalionu                                            | kpr. Ludwik Marian Ścigalski                                 | mjr Andrzej Bronisław Kulczycki                              | mjr Zygmunt Roszkowski                                       |
| adiutant batalionu                                           | ppor. rez. Władysław Tokarski                                | ppor. rez. Adolf Józef Tenus                                 | ppor. rez. Jan Pelesiak                                      |
| oficer gospodarczy (finansowy)                               | por. Eugeniusz Kowalczyk                                     |                                                              |                                                              |
| oficer żywnościowy                                           |                                                              |                                                              |                                                              |
| lekarz batalionu                                             | por. lek. Zygmunt Ciszewski                                  |                                                              |                                                              |
| dowódca plutonu łączności                                    |                                                              |                                                              | ppor. Władysław Korczak                                      |
| dowódca kompanii                                             | 1. por. Zdobysław Wawrzyniec Kulesza                         | 4. kpt. Czesław Müller                                       | 7. ppor. Stanisław Mika                                      |
| dowódca I plutonu                                            | ppor. Włodzimierz Bystydziński                               |                                                              |                                                              |
| dowódca II plutonu                                           |                                                              | ppor. Aleksander Sikora                                      |                                                              |
| dowódca kompanii                                             | 2. por. Alfred Czesław Subocz                                | 5. por. Stanisław Chabowski                                  | 8. por. Lucjan Osimowicz                                     |
| dowódca I plutonu                                            | por. Józef Suplicki                                          |                                                              | ppor. Leon Józiuk                                            |
| dowódca kompanii                                             | 3. ppor. Ryszard Ferdynand Ulewicz                           | 6. kpt. Jerzy Dobrzański                                     | 9. por. Jan Piotr Domański                                   |
| dowódca I plutonu                                            |                                                              | ppor. Kazimierz Maria Rudolphi                               | por. Edward Gerent                                           |
| dowódca II plutonu                                           |                                                              |                                                              | ppor. Jan Król                                               |
| dowódca III plutonu                                          |                                                              |                                                              | ppor. Jan Kaczor                                             |
| dowódca kompanii km                                          | 1. por. Stanisław Witowski                                   | 2. por. Wojciech Grzechociński                               | 3. kpt. Rudolf Stefan Gajewski                               |
| dowódca I plutonu                                            | ppor. Wacław Bidniuk                                         |                                                              |                                                              |
| dowódca II plutonu                                           | chor. Leon Łyszkowski                                        |                                                              | chor. Anastazy Kamprowski                                    |
|                                                              | kompania gospodarcza                                         | kompania przeciwpancerna                                     | kompania zwiadowców                                          |
| dowódca kompanii                                             | ppor. rez. Jan Buczek                                        | por. Tomasz Wojciech Staszewski                              | por. Szczepan Sadoski                                        |
|                                                              | pluton artylerii piechoty                                    | pluton pionierów                                             | pluton przeciwgazowy                                         |
| dowódca plutonu                                              | por. art. Witold Rozenberger                                 | por. rez. Ludomir Kozłowski                                  | por. Stanisław Socha                                         |
| zastępca dowódcy plutonu                                     | ppor. Mirosław Olsienkiewicz                                 |                                                              |                                                              |

### Oddziały II rzutu mobilizacyjnego

#### Batalion marszowy 10 pp
Zmobilizowany w Łowiczu w ramach II rzutu mobilizacji powszechnej w terminie X+4. Losy i obsada dowódcza nie znana.

#### Oddział Zbierania Nadwyżek 10 pp
Oddział Zbierania Nadwyżek 10 pułku piechoty praktycznie powstał po zmobilizowaniu składu bojowego 10 pp i wyjściu jego poza garnizon w Łowiczu w marcu 1939. W ramach nadwyżek pułku funkcjonował batalion młodszego rocznika - poborowych wcielonych do pułku w marcu 1939 dowodzony przez mjr Feliksa Guttakowskiego. Oraz pododdział sformowany z żołnierzy rezerwy stanowiącej nadwyżkę osobową. W batalionie rekruckim prowadzono przeszkolenie podstawowe nowo powołanych żołnierzy. Początkowo OZN 10 pp dowodził pokojowy II zastępca dowódcy pułku mjr Franciszek Piotrowiak. Z chwilą ogłoszenia mobilizacji alarmowej „sierpniowej” zgłosili się do OZN 10 pp następni rezerwiści z których zmobilizowano następne pododdziały. Od 31 sierpnia rozpoczęto mobilizację zgodnie z planem następnych oddziałów i pododdziałów głównie dla 45 DP rez. i batalionu marszowego 10 pp. Zgłosiła się duża ilość żołnierzy rezerwy, spośród których zmobilizowano oddziały zgodnie z planem w ramach II rzutu mobilizacji powszechnej. Z chwilą ogłoszenia mobilizacji alarmowej 24 sierpnia 1939 obowiązki dowódcy OZN 10 pp mjr Franciszek Piotrowiak przekazał dla mjr Feliksa Guttakowskiego, a sam odszedł na inne stanowisko służbowe. Terminy mobilizacji powszechnej w II rzucie nie pozwoliły wcześniej odejść OZN 10 pp do składu mobilizowanego w Skierniewicach Ośrodka Zapasowego 26 DP. 3 września ukazał się rozkaz organizacyjny nr 1 ministra spraw wojskowych gen. dyw. Tadeusza Kasprzyckiego, w którym rozkazano skoncentrować się ośrodkom zapasowym z Łowicza, Skierniewic, Kutna i innym za Wisłą na odcinku od Modlina do Dęblina. Po zmobilizowaniu zgodnie z planem oddziałów OZN 10 pp sformował się w dwa bataliony piechoty. 9 września podjął marsz z Łowicza do Warszawy. W Warszawie nastąpiło połączenie z OZN 37 pp. Część połączonego oddziału pozostała w Warszawie i weszła w skład oddziałów bojowych, część pod dowództwem mjr Franciszka Tabaczyńskiego pomaszerowała do Kowla. Następnie zapewne walczyła w Grupie „Kowel” płk dypl. Leona Koca.    
Obsada dowódcza OZN 10 pp we wrześniu 1939
Dowództwo oddziału:    
- dowódca oddziału  - mjr Feliks Guttakowski
- zastępca dowódcy oddziału - mjr Franciszek Tabaczyński
- adiutant oddziału - ppor. rez. Władysław Fiszer
- oficer dowództwa - kpt. Tadeusz Stanisław Kura

I batalion piechoty
- dowódca batalionu kpt. Bogdan Łuczaj  po wyjściu z Warszawy - mjr Franciszek Tabaczyński
- dowódca 1 kompanii strzeleckiej - por. Klemens Zakrzewski
- dowódca 2 kompanii strzeleckiej - NN
- dowódca 3 kompanii strzeleckiej - ppor. rez. Stanisław Chabowski
- dowódca 1 kompanii ckm - ppor. rez. Józef Kucharek

II batalion piechoty
- dowódca batalionu - kpt. Jerzy Lewestam
- dowódca 4 kompanii strzeleckiej - ppor. rez. Julian Stoiński
- dowódca 5 kompanii strzeleckiej - ppor. rez. mgr Adam Lach
- dowódca 6 kompanii strzeleckiej - ppor. rez. Franciszek Żyto
- dowódca 2 kompanii ckm - ppor. rez. Jerzy Dull

## Symbole pułku

### Chorągiew / sztandar

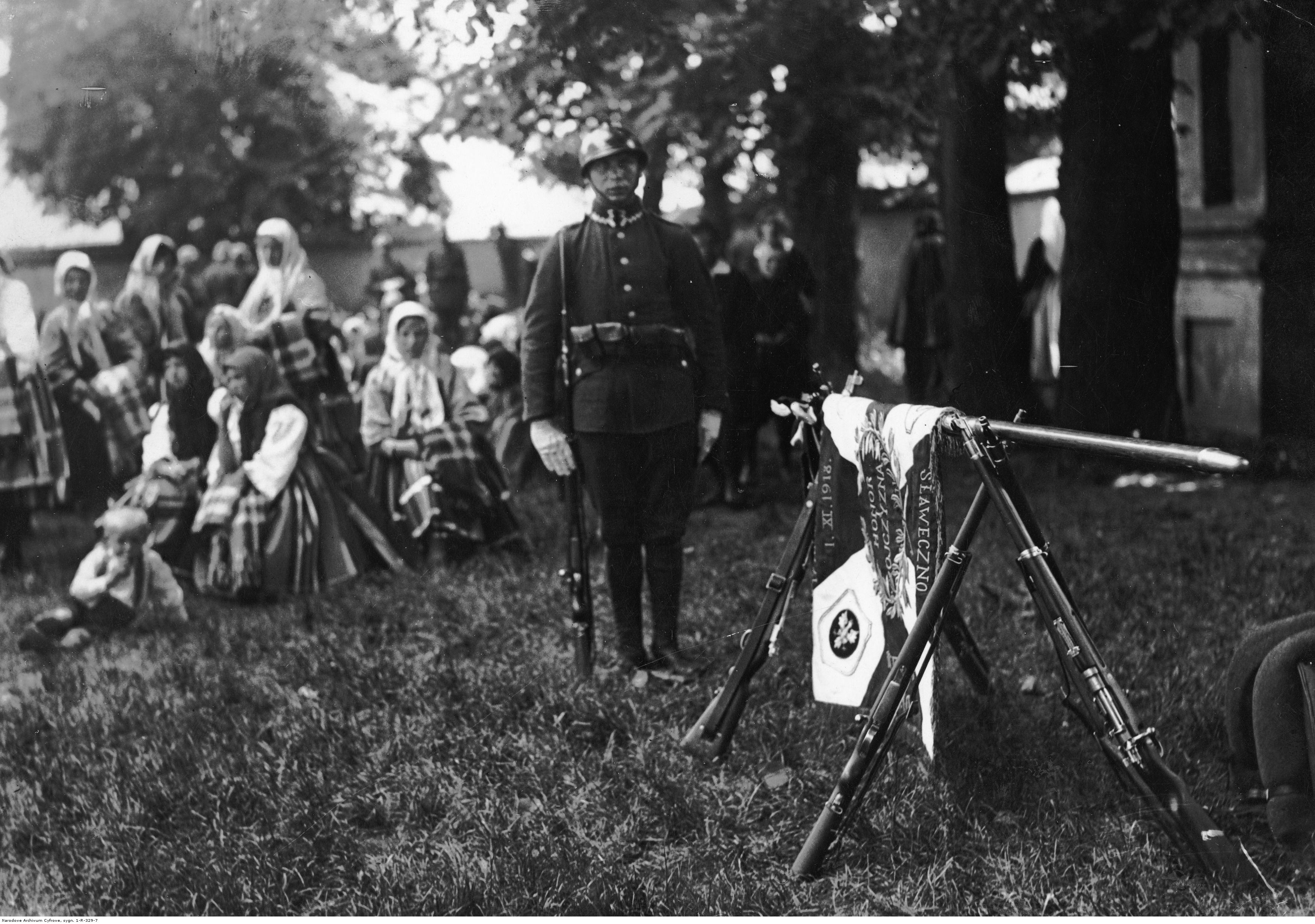
Uroczystość Bożego Ciała w Łowiczu – żołnierz przed sztandarem 10 pp, który brał udział w procesji; 15 czerwca 1933

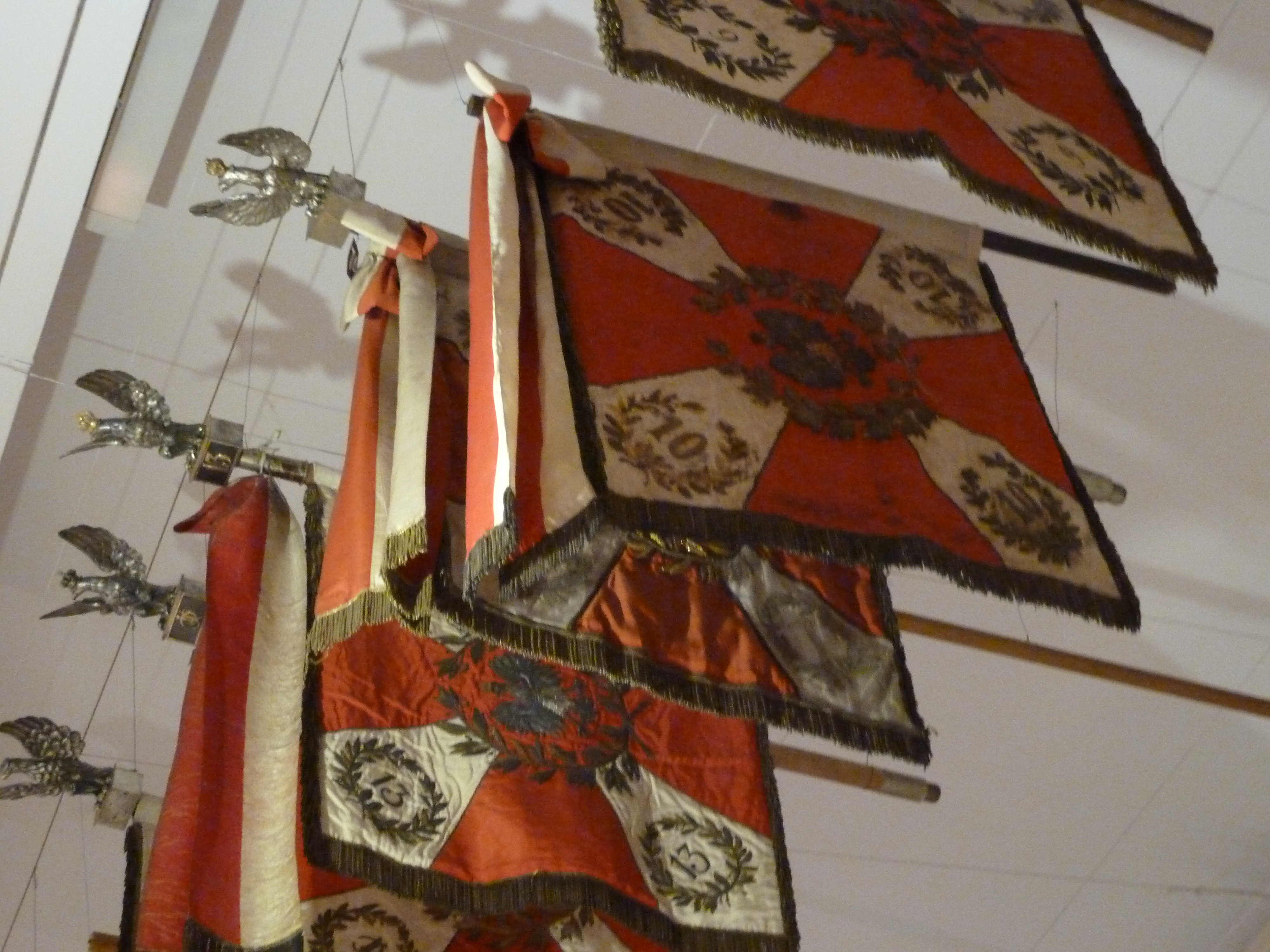
Sztandary w Muzeum Wojska Polskiego – na pierwszym planie sztandar 10 pułku piechoty

29 listopada 1920 roku w Łowiczu planowano poświęcić i wręczyć pułkowi chorągiew, jednakże tego dnia odbyła się jedynie ceremonia poświęcenia sztandaru. W niedzielę 23 stycznia 1921 roku na Rynku Kościuszki w Łowiczu odbyła się ceremonia wręczenia chorągwi ufundowanej przez Okręgowe Koło Ziemianek i Związek Ziemian. W ceremonii wzięła udział delegacja pułku w składzie 13 oficerów i 50 szeregowców, dowódca Okręgu Generalnego „Łódź” generał Kajetan Olszewski, jako przedstawiciel Naczelnego Wodza i Okręgowy Inspektor Piechoty płk Józef Lewszecki oraz przedstawiciele zrzeszeń społecznych i kulturalnych, a także cechów ze sztandarami. Ceremonię poprzedziła msza polowa odprawiona przez kapelana 10 pp ks. Smolika, któremu asystował ks. kanonik Bączek. Sztandar wręczyła przewodnicząca Okręgowego Koła Ziemianek Maria Kączkowska z Lubiankowa. Chorągiew z jej rąk odebrał generał Olszewski, po czy przekazał pułkownikowi Zielińskiemu, a ten z kolei pułkownikowi Topolińskiemu. Po zakończonej uroczystości delegacja pułku została podjęta obiadem w kinie „Eos”. Wieczorem korpus oficerski garnizonu łowickiego wydał raut.
Prezydent RP zarządzeniem L. 1277/25 z 28 czerwca 1925 roku zatwierdził wzór lewej strony płachty chorągwi 10 pp.
5 lipca 1925 roku społeczeństwo łowickie ofiarowało pułkowi nową chorągiew. Sztandar, na Rynku Starego Miasta w Łowiczu, wręczył Prezydent Rzeczypospolitej Stanisław Wojciechowski. Stara chorągiew została przekazana do Muzeum Wojska w Warszawie.
Na prawej stronie chorągwi widniał czerwony krzyż kawalerski, pośrodku umieszczono haftowanego srebrną nicią orła wz. 1919 w wieńcu z gałązek wawrzynu, pomiędzy ramionami krzyża umieszczono mniejsze wieńce, w których znajduje się liczba „10”.

<Na lewej stronie płata krzyż kawalerski. Pośrodku, w wieńcu laurowym, umieszczono napis „HONOR I OJCZYZNA”. W rogach, w tarczach herbowych, umieszczono symbole:
- w prawym górnym rogu wizerunek Matki Boskiej Częstochowskiej;
- w lewy górnym orła białego w koronie,
- w prawym dolnym herb Łowicza
- w lewym dolnym herb Cieszyna.

Na ramionach krzyża znajdują się napisy i daty ważne dla tradycji pułku:
- na górnym ramieniu – daty utworzenia 10 pułków piechoty, do których tradycji nawiązywał pułk: „1775-1806-1830-1917-1.XI.1918”.
- na prawym: „TREMBOWLA 13.VI.1919” na lewym: „GOŁOGÓRY 27.VI.1919”;
- na dolnym: „SŁAWECZNO 23.III.1920”[148] [149].

Od 28 stycznia 1938 roku chorągiew pułkowa zaczęła być oficjalnie nazywana sztandarem.
W czasie kampanii wrześniowej sztandarem opiekowali się: sierż. Stanisław Kowalczyk oraz st. sierż. Henryk Wałaszczyk. W warunkach okrążenia obaj podoficerowie zdecydowali się ukryć sztandar i zakopali go w lesie nieopodal wsi Leontynów. Sierż.Kowalczyk 21 września spotkał się z dowódcą pułku już w niewoli, w Żyrardowie i poinformował dowódce o miejscu zakopania sztandaru. Potem, skierowany do obozu jenieckiego na Śląsku, Kowalczyk uciekł z niego w lecie 1941 i wrócił do Łowicza. St. sierż. Wałaszczyk zginął, w obozie zagłady w Oświęcimiu w lecie 1941. Przed aresztowaniem zdążył wskazać jednak synowi na mapie miejsce ukrycia sztandaru. W końcu maja 1942 syn Ryszard odnalazł wskazane miejsce, lecz sztandaru tam nie było. Po wojnie sztandaru szukali sierż. Kowalczyk i sierż. Malec. W Giżycach, dowiedzieli się, że sztandar 10 pp został przypadkowo odkopany i przechowywany jest przez jednego z mieszkańców. W końcu sierpnia 1959 syn dowódcy pułku Andrzej Krudowski przekazał do Muzeum WP miniaturę sztandaru 10 pp. Po opublikowaniu notatki prasowej o tym zdarzeniu oficer 10 pp Jerzy Gołębiowski pojechał do Leontynowa i odnalazł sztandar w zagrodzie rolnika Bolesława Pakuły. Jak się okazało, odnalazł on sztandar wiosną 1940 i przechowywał go w swej zagrodzie. 8 grudnia 1959 symbol 10 pp został przekazany do Muzeum WP. Sztandar był częściowo zniszczony i bez drzewca.

### Odznaka pamiątkowa

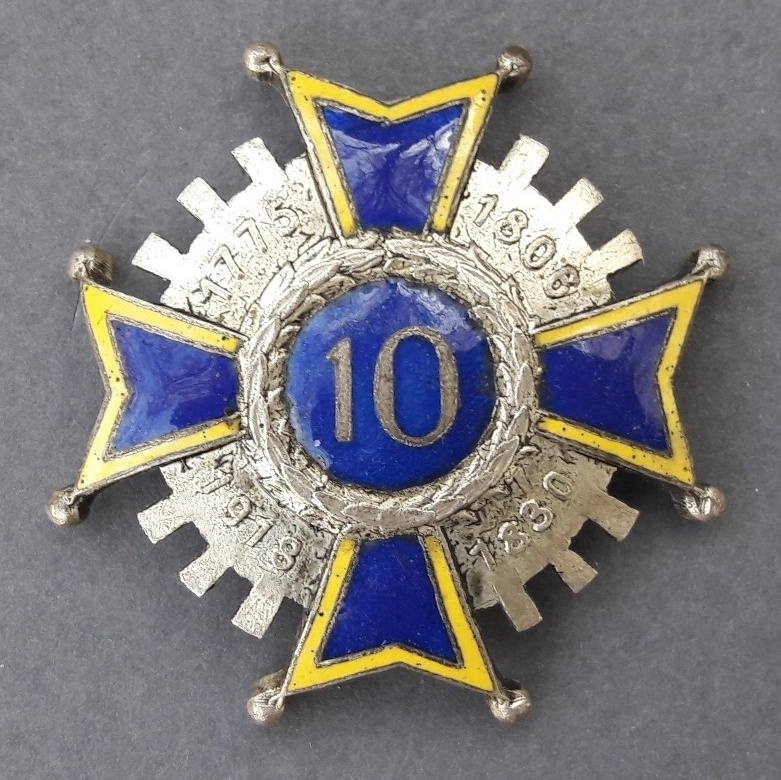
Odznaka pułkowa emaliowana

14 grudnia 1928 roku minister spraw wojskowych marszałek Polski Józef Piłsudski zatwierdził wzór i regulamin odznaki pamiątkowej 10 pułku piechoty. Odznaka o wymiarach 42x42 mm ma kształt krzyża pokrytego granatową emalią z żółtym obramowaniem. Na skrzyżowaniu ramion znajduje się okrągła tarcza otoczona srebrnym wieńcem laurowym z cyfrą pułkową „10”. Między ramionami stylizowana tarcza z nabojami karabinowymi, na której wpisane historyczne daty „1775”, „1806”, „1830” i „1918”. Jednoczęściowa – oficerska, srebro lub tombak srebrzony, emaliowana. Wykonawcami odznaki byli Wiktor Gontarczyk i Bronisław Szulecki, obaj z Warszawy.
Regulamin odznaki stanowił:
(...) Do nadania i odebrania odznaki pamiątkowej 10 pp jest uprawniony każdorazowy dowódca pułku, który z tytułu stanowiska posiada prawo do noszenia odznaki pamiątkowej. Nadanie odznaki pamiątkowej zostaje ogłoszone w rozkazie dziennym pułku.
Prawo do otrzymania odznaki pamiątkowej przysługuje:

a) oficerom i szeregowym 10 pp, którzy pozostawali w szeregach pułku w czasie działań wojennych (1XI1918 – 21 III 1921) nie mniej niż 3 miesiące na froncie, w kraju przez 1 rok,

b) po przesłużeniu faktycznie co najmniej 2 lat w czasie pokoju, jako oficer niezawodowy co najmniej 1 rok.
Może też być przyznana za szczególne zasługi dla pułku lub wojska na podstawie uchwały zebrania oficerskiego zatwierdzonego przez dowódcą. (...)
W 1931 honorową odznakę pułkową przyznano także Łowiczowi.

## Żołnierze pułku

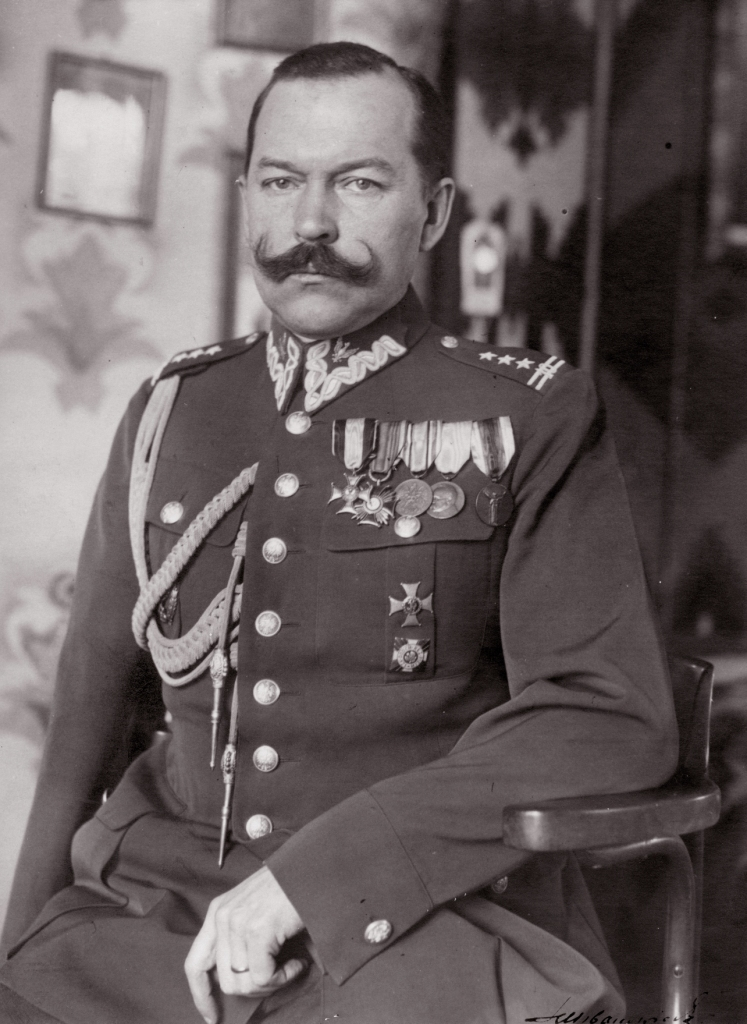
Stefan Kossecki

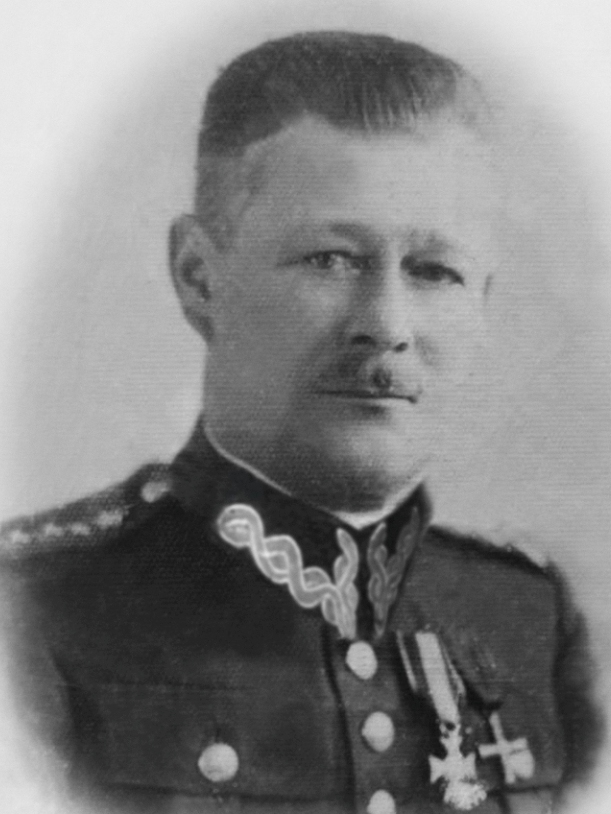
Marian Krudowski

| Dowódcy pułku          | Dowódcy pułku                       | Dowódcy pułku            | Dowódcy pułku                    |
| stopień                | imię i nazwisko                     | okres pełnienia służby   | kolejne stanowisko               |
| ---------------------- | ----------------------------------- | ------------------------ | -------------------------------- |
| porucznik              | Ludwik Skrzypek                     | 6 XI – 6 XII 1918        |                                  |
| płk                    | Edward Reymann                      | 6 XII 1918 – 26 I 1919   |                                  |
| płk                    | Teodor Obraczay                     | 27 I – 23 VI 1919        |                                  |
| ppłk                   | Wacław Banaszkiewicz                | (24 VI – 21 VII 1919)    |                                  |
| płk                    | Adolf Jastrzębski                   | 22 VII – 4 XII 1919      |                                  |
| mjr / płk piech.       | Kazimierz Topoliński                | 5 XII 1919 – 15 I 1925   | dowódca piechoty dywizyjnej 2 DG |
| ppłk szt. gen.         | Stanisław Wecki                     | 15 I 1925 – 21 VIII 1926 | Inspektorat Armii w Warszawie    |
| ppłk piech.            | Leon Gotkiewicz                     | 21 VIII 1926 – 28 I 1928 | praktyka poborowa w PKU Kielce   |
| płk dypl. piech.       | Stefan Kossecki                     | 20 II 1928 – 18 VI 1930  | komendant SPRez. Piech.          |
| ppłk / płk piech.      | Marian Krudowski                    | 18 VI 1930 – IX 1939     |                                  |
| ppłk piech.            | Otton Bruno Urban                   | stanowiska nie przyjął   |                                  |
| Zastępcy dowódcy pułku |                                     |                          |                                  |
| ppłk piech.            | Antoni Własak                       | od 10 VII 1922           |                                  |
| mjr piech.             | Józef Kozieradzki                   | p.o. 25 I – 22 V 1925    | kwatermistrz 34 pp               |
| ppłk piech.            | Jan Chodźko-Zajko                   | 22 V 1925 – I 1927       | zastępca dowódcy 58 pp           |
| mjr piech.             | Jan Rój                             | I – V 1927               | zastępca dowódcy 13 pp           |
| ppłk piech.            | Jan Zientarski                      | od 5 V 1927 – IV 1928    | zastępca dowódcy 25 pp           |
| ppłk piech.            | Zygmunt Szafranowski                | 26 IV 1928 – 28 I 1931   | zastępca dowódcy 25 pp           |
| ppłk dypl. piech.      | Marian Morawski                     | 28 I 1931 – 23 III 1932  | kierownik 10 Okr. Urz. WFiPW     |
| ppłk dypl.             | Witold Stefan Kirszenstein          | 23 III 1932 – 1935       | zastępca dowódcy 65 pp           |
| ppłk piech.            | Otton Bruno Urban                   | II 1936 – VI 1939        | dowódca 10 pp                    |
| mjr piech.             | Franciszek Piotrowiak (II zastępca) | 31 VIII 1935 – 1939      |                                  |

### Żołnierze 10 pułku piechoty – ofiary zbrodni katyńskiej
Biogramy ofiar zbrodni katyńskiej znajdują się między innymi w bazach udostępnionych przez Ministerstwo Kultury i Dziedzictwa Narodowego oraz Muzeum Katyńskie.
| Nazwisko i imię       | stopień       | zawód                 | miejsce pracy przed mobilizacją   | zamordowany |
| --------------------- | ------------- | --------------------- | --------------------------------- | ----------- |
| Lustyk Kazimierz      | ppor. rez.    | nauczyciel            | Szkoła Powszechna w Ciepielowie   | Katyń       |
| Niemczyński Julian    | ppor. rez.    | prawnik               | sędzia Sądu Grodzkiego w Krakowie | Katyń       |
| Nowak Józef           | ppor. rez.    | nauczyciel            |                                   | Katyń       |
| Pogorzelski Stanisław | ppor. rez.    | urzędnik              |                                   | Katyń       |
| Prószyński Feliks     | ppor. rez.    | prawnik, mgr          |                                   | Katyń       |
| Rosiński Zygmunt      | ppor. rez.    | kreślarz              |                                   | Katyń       |
| Szułdrzyński Tadeusz  | por. rez.     | prawnik               |                                   | Katyń       |
| Waszkiewicz Julian    | ppor. rez.    | technik włókiennictwa |                                   | Katyń       |
| Banachowski Antoni    | por. rez.     | nauczyciel            | gimnazjum w Zgierzu               | Charków     |
| Drozd Andrzej         | kapitan       | żołnierz zawodowy     | oficer mobilizacyjny 10 pp        | Charków     |
| Gołębiewski Józef     | por. rez.     | nauczyciel            | gimnazjum                         | Charków     |
| Guttakowski Feliks    | major         | żołnierz zawodowy     | dowódca I/42 pp                   | Charków     |
| Kozik Klemens         | ppor. rez.    |                       |                                   | Charków     |
| Królik Zygmunt        | ppor. rez.    | technik włókiennictwa |                                   | Charków     |
| Lis Władysław         | ppor. rez.    | technik włokiennictwa |                                   | Charków     |
| Małolepszy Bolesław   | ppor. rez.    | technik włókiennictwa |                                   | Charków     |
| Meryn Henryk          | ppor. rez.    | technik włókiennictwa |                                   | Charków     |
| Obryn (de) Ludwik     | por. rez.     | technik chemik        |                                   | Charków     |
| Szaliński Józef       | pchor. piech. |                       |                                   | Charków     |
| Wieszniewski Czesław  | ppor. rez.    | inżynier              | Szkoła Rolnicza w Dobryszycach    | Charków     |

## Upamiętnienie
- Tradycje pułku kultywował 10 pułk zmechanizowany, po jego przeformowaniu 10 Brygada Zmechanizowana i dalej 1 batalion logistyczny z 10 Opolskiej Brygady Logistycznej[173].
- Tradycje kultywuje Stowarzyszenie Historyczne imienia 10 pułku piechoty.